# Culture swahilie

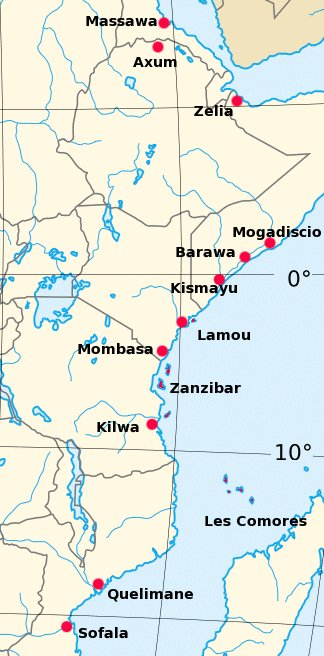
Principales villes impliquées dans le commerce au XVIe siècle.

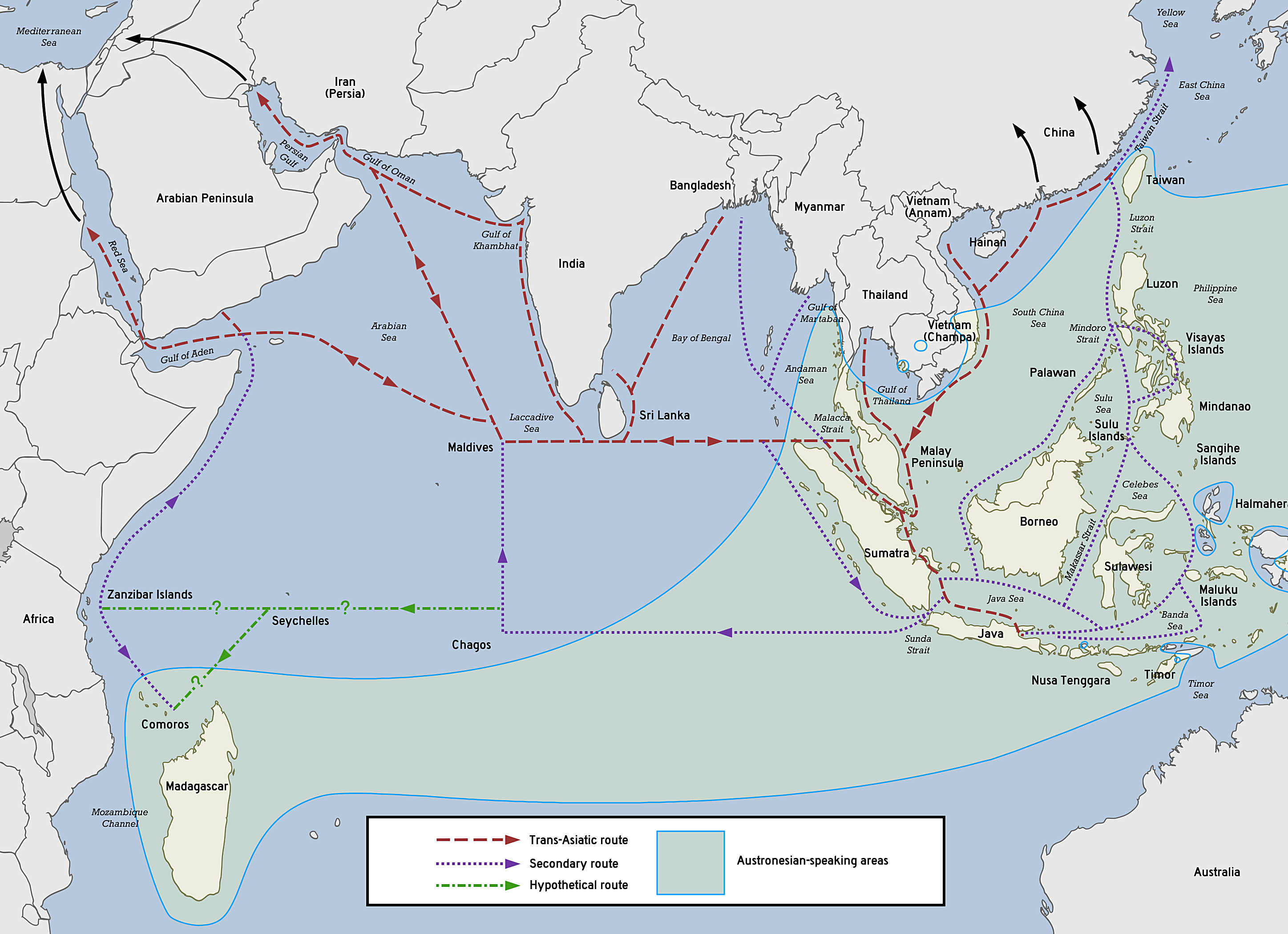
Routes commerciales de l'Océan Indien (ancien)

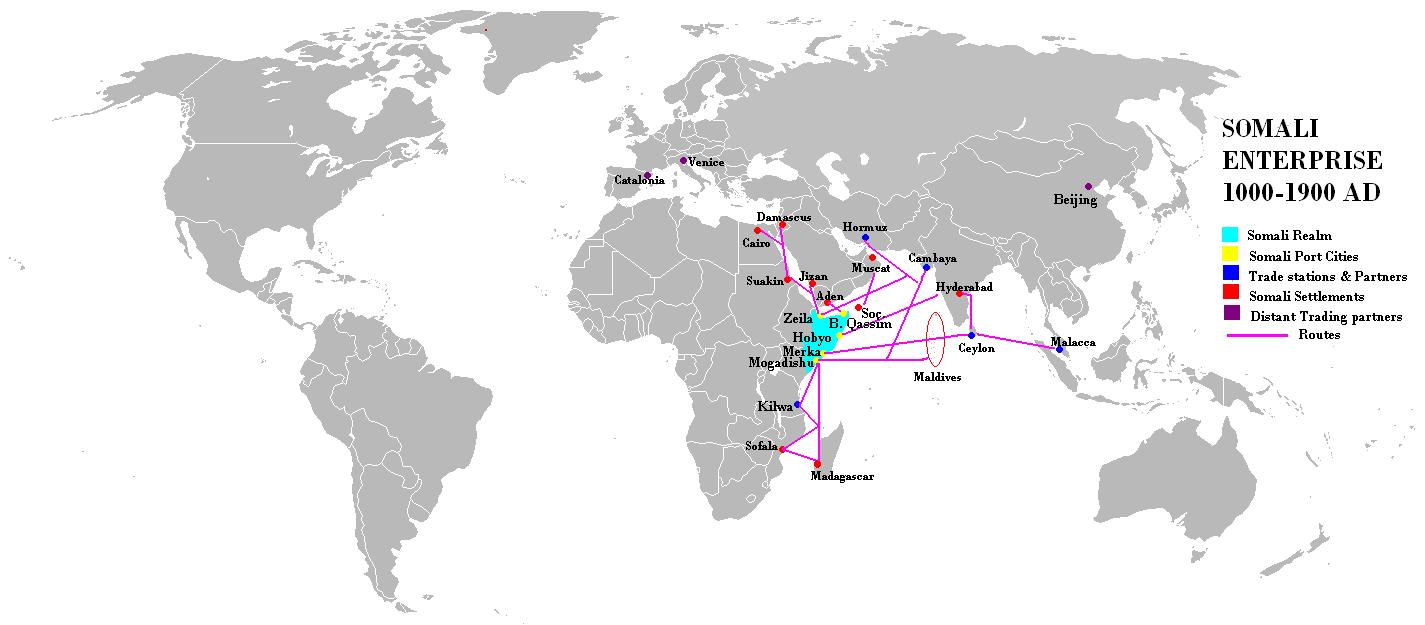
Commerce somali.

La culture swahilie (Uswahili en kiswahili) est la culture partagée par les populations de la côte de l'Afrique de l'Est. Le terme viendrait du pluriel du mot arabe sahel ساحل : sawahil سواحل, qui signifie côte ou frontière. Ces populations sont d'origine bantoue avec des apports arabes et, dans une moindre mesure, persans. Les cités-États côtières comme Mombasa, Gede, Malindi, les archipels de Zanzibar, des Comores, de Kilwa , de Lamu, formaient une unité de culture swahilie prospère et renommée, vivant du commerce de marchandises africaines destinées aux marchés locaux et orientaux. La culture s'étend également dans l'intérieur des terres jusque Kasongo (RDC). Ces populations parlaient des langues voisines, variantes du swahili, et partageaient un certain nombre de valeurs propres. C'est avant tout une culture urbaine, africaine et musulmane. Les Arabes appelaient al-Zanj (« les noirs ») les territoires sous la domination de ces cités, d'où le nom souvent donné à la région de « Zenj » ou « Zanguebar ».

## Histoire

### Origines

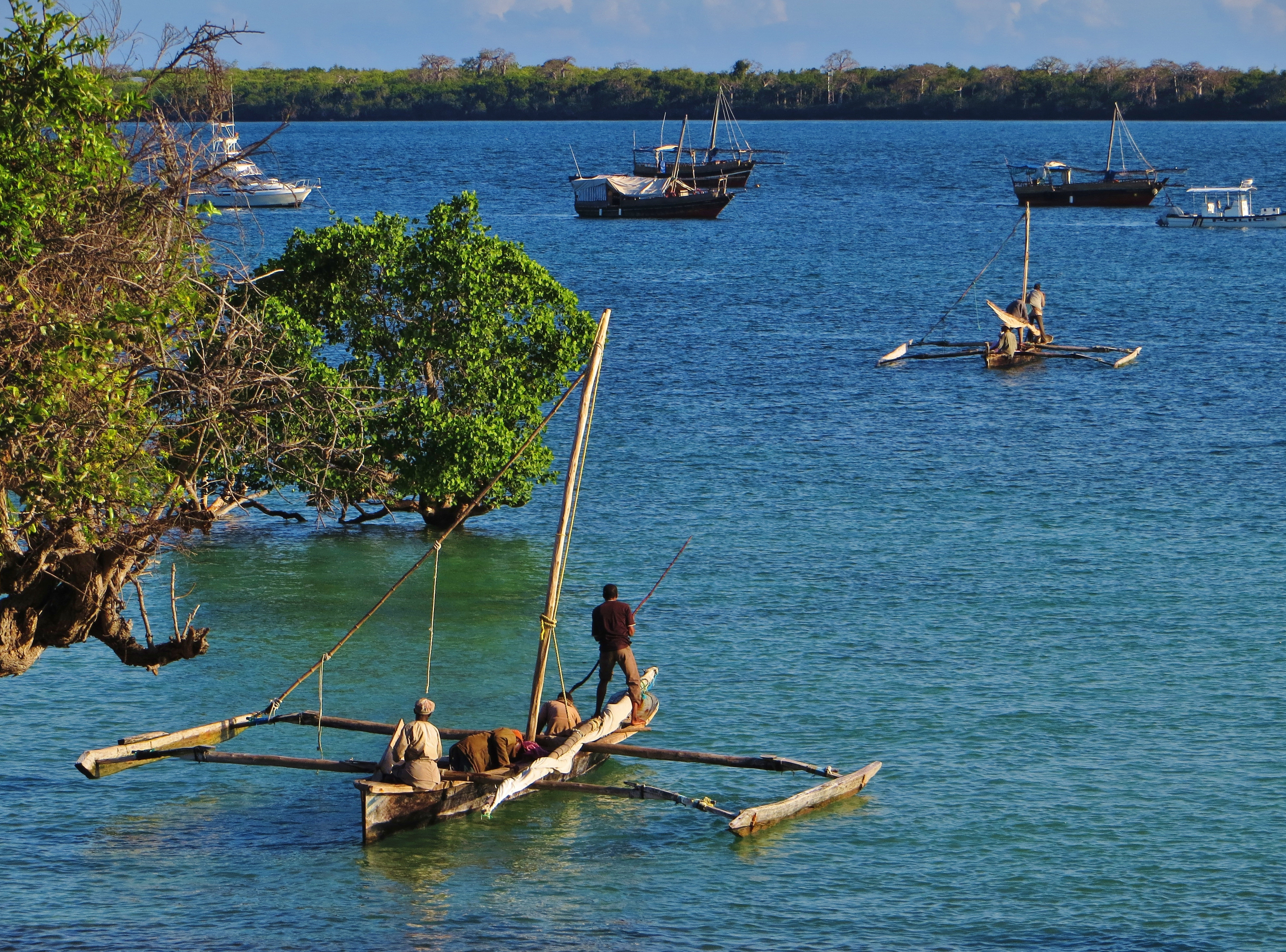
Pêcheurs traditionnels à Shimoni (Kenya).

Les témoignages sur les débuts de la culture swahilie sont anciens, notamment Le Périple de la mer Érythrée, un document du IIe siècle, et la Géographie de Ptolémée, datée de 150, reprise et corrigée sous sa forme définitive au IVe siècle. Le Périple relate que les marchands yéménites qui visitaient l'Afrique de l'Est y contractaient des mariages. L'archéologie et la linguistique comparée permet de suivre le long de la côte est-africaine l'installation progressive de cette nouvelle population africaine au début de notre ère. Des fouilles démontrent notamment l'existence d'un site datant du Ier siècle av. J.-C. et ayant livré plusieurs céramiques égyptiennes et parthe; un second site occupé du IIe au Ve siècle présente des céramiques indiennes et persiques dans une première phase, puis sassanides dans une seconde. Cette région, alors appelée Azanie, se trouve sous domination de l'Arabie du Sud. Des monnaies ptolémaïques, romaines, kushanes, parthes, sassanides, aksumites et byzantines sont découvertes en Afrique de l'Est, suggérant l'extension importante de ce réseau commercial. Le site archéologique d'Unguja Ukuu (en) présente une grande variété de produits importés d'Inde, d'Asie occidentale et du monde romain datant du Ve siècle au VIIe siècle.
D'autres témoignages corroborent le fait que la côte orientale de l'Afrique fait l'objet, depuis des millénaires et jusqu'à une période récente, de migrations en provenance du golfe Persique et de l'Inde. Ces migrants sont parfois des familles importantes fuyant les conflits de leur zone d'origine, mais le plus grand nombre est celui des marins et des marchands car cette zone de l'océan Indien est soumise à un régime de mousson, où les vents soufflent une partie de l’année d'est en ouest et en sens inverse le reste du temps. Cela favorise d'intenses échanges commerciaux, par voie maritime, y compris à longue distance, entre la côte orientale de l'Afrique, la péninsule arabique, l'Inde et, vers le XIVe siècle, la Chine. Le Périple de la mer Érythrée mentionne d'ailleurs parmi les épices commercées dans la région la cannelle, originaire d'Asie. Les relations entre les migrants arabo-persans et la population autochtone sont suffisamment pacifiques « pour que se développent un processus intense d'acculturation, une activité commerciale florissante et un partage du pouvoir entre les nouveaux-venus et les autorités autochtones. »

### Culture des rivages
Un rebond du réseau commercial indien coïncident avec une augmentation des températures et des précipitations permet à une culture africaine tournée vers l'activité commerciale maritime de s'affirmer. La culture swahili (sawahil en arabe signifiant rivages ou côtes) est déjà partiellement arabisée à l'époque pré-islamique et la pénétration de l'Islam débute tôt, à la fin du VIIe et au début du VIIIe siècle,.
L'autre aspect de la culture swahilie est l'émergence de la famille de langues swahilies, langues bantoues, incorporant un important lexique arabe et persan,. Ces langues communes, reconstruites par la linguistiques, appartiennent aux langues sabaki, et se diffusent à partir du VIIe siècle. 
Une forme de « proto-swahili » se développe au VIIIe siècle et « le kiswahili était probablement déjà parlé dès le IXe siècle dans les établissements du nord avant de se propager vers le sud à la faveur de la migration de ces bantuphones du nord et devenir progressivement la langue dominante sur toute la côte ». À l'origine, le swahili est transcrit en adjami, c'est-à-dire en caractères arabes avant de l'être en caractères latins à partir du XIXe siècle sous l'influence des Européens.
Les populations bantoues propagent la culture swahilie : « entre le VIIe et le XVe siècle, elles fondèrent des ports et établissements sur plus de trois mille kilomètres le long de la côte ». L'aire swahilie s'étage du sud de la Somalie au nord du Mozambique. Leur diffusion suit l'extension géographique de la culture Tana (en) au sein de laquelle des centres marchands s'affirment à Zanzibar, Pemba ainsi qu'au Mozambique. Cette culture échange au sein de l'espace maritime de l'océan indien, mais aussi avec l'Afrique continentale. En conséquence, une importante caractéristique des débuts de la culture swahilie est son importante diversité.

### L'expansion et l'islamisation des cités-États

#### Expansion
L'extension de la culture swahilie prend un nouvel essor depuis le Mozambique qui devient un important site d'exploitation de ressources métalliques. Les fouilles archéologiques témoignent d'une abondance de perles importées du golfe persique sur le site de Chibuene (en) ainsi que sur le site de Schroda, dans ce qui deviendra le royaume de Mapungubwe. Au IXe et Xe siècles, les commerçants swahilis se déplacent vers les Comores et Madagascar, donnant lieu à un métissage culturel avec les austronésiens et permettant l'apparition de la culture dembeni.

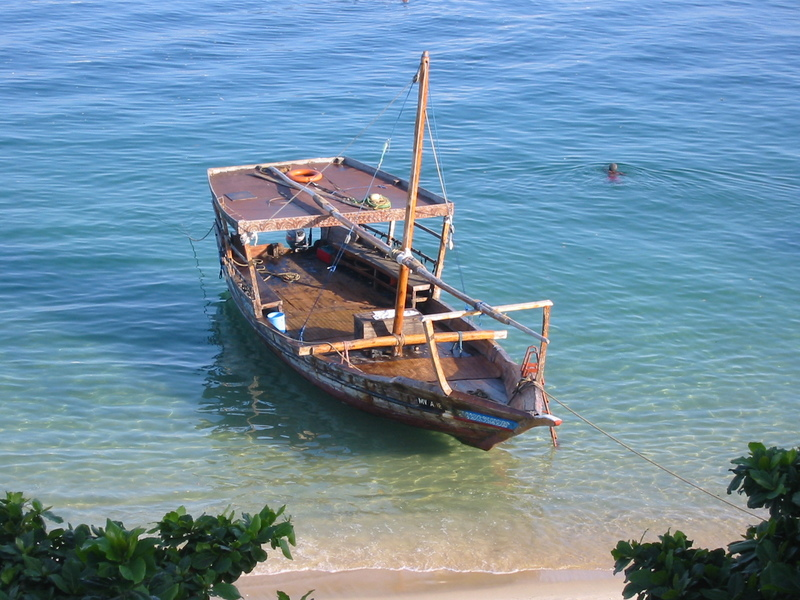
Boutre traditionnel swahili à Zanzibar.

À partir du Xe siècle, la culture swahili s'étend sur plus de 1500 km de côte maritime et les cités états, converties à l'islam, participent à une rapide évolution. Des cités-États commerçantes sont fondées par les migrants arabes dans les archipels de Lamu, de Zanzibar, puis plus tard des Comores et Kilwa, ainsi sur les villes continentales de Pate, Manda, Lamu, Malindi, au Kenya), Pemba, Zanzibar, Mafia, Kilwa et jusqu'à Sofala. « Les cités-États de la côte orientale de l’Afrique, bien que souvent insulaires, ne tournaient pas le dos au continent africain et ne se consacraient pas exclusivement aux échanges maritimes. En effet, les agglomérations swahili reposaient en grande partie sur des liens de complémentarité avec leur arrière-pays situé sur le continent. »
Les Shirazis, que certains auteurs considèrent liés à une population originaire de Chiraz, s’installent notamment à Kilwa. Il s'agit selon les historiens d'une population en réalité originaire de l'archipel de Lamu qui essaime la côte dès le Xe siècle. 

#### Islamisation et organisation
Au Xe siècle l'islamisation se poursuit au sein des îles proches du littoral et c'est le cas pour le littoral au XIIIe siècle. Dans le prolongement, les écrits d'Ibn Battûta (explorateur arabe) permettent de penser que la société swahilie avait, au XIVe siècle, adopté partiellement des éléments du système juridique musulman. Cependant, la propagation de l'islam n'est pas le fruit d'un prosélytisme. L'islamisation des peuples de la côte (sawahil en arabe) fut en partie forcée, prise comme une manière d'éviter l'esclavage : c'est ainsi que la population de la côte africaine s'est différenciée des païens du continent, appelés koufar en arabe, terme que l'on retrouve encore dans le mot réunionnais « cafre », qui y désigne encore les habitants d'origine africaine[réf. nécessaire]. L'islam de la culture swahilie est caractérisé par son syncrétisme aux pratiques locales et incorpore le culte des ancêtres, des esprits et les croyances magiques locales.
Cette fluidité des affiliations religieuses se retranscrit dans l'organisation politiques où deux types s'opposent : le patriciat waungwana des cités-États du nord comme au sultanat de Mogadiscio et le système royal shirazi du Sud dans lequel se trouve une hiérarchie et des regalia comme au sultanat de Kilwa.
Sur le plan urbanistique, les « villes de pierre » caractéristiques du monde swahili du Nord se développent en parallèle d'agglomérations rurales en bois. Une distinction sociétale s'observe également entre Swahili blancs et noirs dont on retrouve encore la catégorisation sociale à Mayotte et Madagascar.

#### Attractivité commerciale
Le commerce est particulièrement florissant au XIe et surtout au XIVe siècle, en partie grâce aux commerces d’ivoire d’éléphants et d’hippopotames, de cornes de rhinocéros, de cuivre, d'écailles de tortue, de perles et principalement grâce à l’or en provenance des mines de Sofala, dans l’actuel Mozambique. Le XIIIe siècle apparaît comme un âge d'or, avec la construction de nombreux monuments en pierre, et la présence de marchandises venues du monde entier[réf. nécessaire]. Kilwa devient la cité contrôlant l'approvisionnement en or dans le routes maritimes musulmanes et une dynastie d'origine yéménite s'y installe au XIIIe siècle. L'essor des villes côtières est directement lié à l'essor de royaumes intérieurs tels que le royaume du Zimbabwe (en) et le l'Empire du Monomotapa.
La région commerce avec l’Europe, le monde islamique et même la Chine. Le commerce vers l'Extrême-Orient s'intensifie aussi pour atteindre sa plus grande expansion sous les Ming. En 1414, une ambassade de la ville de Malindi amène avec elle à la cour de Chine une girafe, qui fit forte impression. En 1417-1419 et 1431-1433, l'amiral chinois musulman Zheng He, conduit deux grandes expéditions sur la côte africaine et parvient à Malindi. Ces villes commerçaient également l'ébène, le bois de santal et les esclaves. Kilwa est à cette époque décrite comme étant une des villes les plus élégamment bâties du monde. Les habitants de la côte sont décrits comme étant bien nourris de mets riches et exotiques, habillés somptueusement. Des caravanes commerciales s’enfoncent de plus en plus profondément dans les terres jusqu’aux grands lacs pour récupérer les précieuses marchandises qui sont réexpédiées vers le Moyen-Orient. Cette culture s'est ainsi répandue de la Somalie jusqu'aux côtes de Madagascar (Nosy Be), des Comores et du Mozambique.

### Découverte par les Européens et conquête portugaise

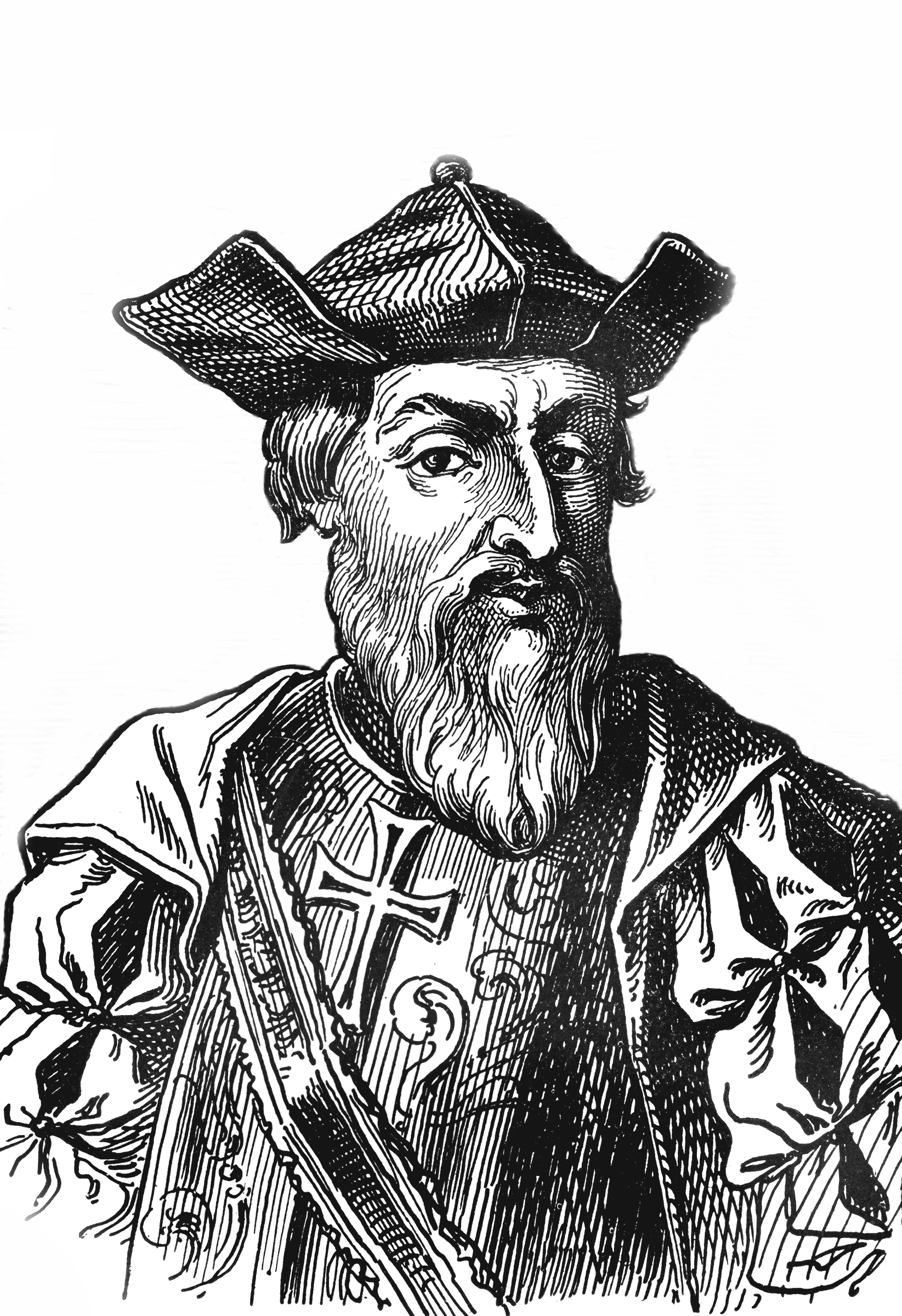
Vasco de Gama.

Le Portugais Vasco de Gama arrive sur la côte en mars 1498 avec trois caravelles, puis continue son trajet jusqu'à Calicut. En 1500, les portugais découvrent Madagascar. L'accueil de la population est réservé face à ces concurrents potentiels et chrétiens qui arrivent par une route commerciale inédite. À Mombasa, les Portugais échappent de peu à une embuscade. Le sultan de Malindi, rival de celui de Mombasa, leur fournit un pilote qui leur indiquera les routes maritimes de la région[réf. nécessaire].
Afin de prendre le contrôle des routes du commerce, les Portugais cherchent à occuper les ports principaux de l'océan Indien et s'attaque à certaines cités swahilié. Sofala est capturée en 1503 et Kilwa en 1505. Mombasa est pillée et brûlée en 1505 également. Les expéditions de Francisco de Almeida détruisent et pillent la ville de Mombasa et redistribue une part du butin à leur allié, le sultan du Malindi. En 1528, Mombasa, révoltée, est à nouveau mise à sac[réf. nécessaire].
Toutefois, si les premières années qui suivent la découverte des territoires par les portugais affichent plusieurs destructions, leur irruption ne couvre qu'une courte période et ne bouleverse que provisoirement les réseaux d'échanges maritimes en place. Les Portugais sont contraints de s'insérer dans les configurations préexistantes et leur présence contribue ensuite à une reconfiguration de ces réseaux au profit de l'archipel de Lamu et de la ville de Paté.
En 1587, le massacre des Portugais de l’île de Pemba a été une première alerte pour les occupants européens. Plus tard des responsables portugais qui refusaient de se convertir à l'islam sont exécutés en 1631 à Mombasa conquise en 1599 seulement. 

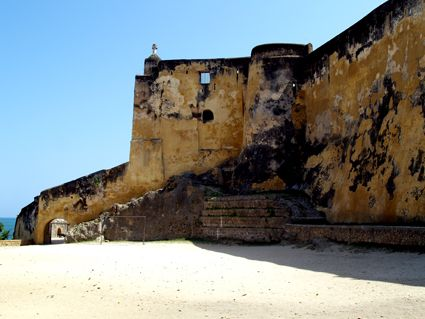
Le fort Jesus de Mombasa (1596), patrimoine mondial de l'UNESCO.
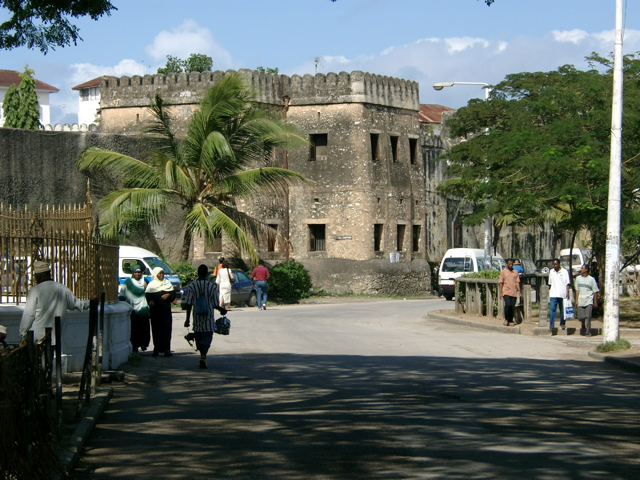
Le fort d'Ugunja à Zanzibar, construit en 1698.
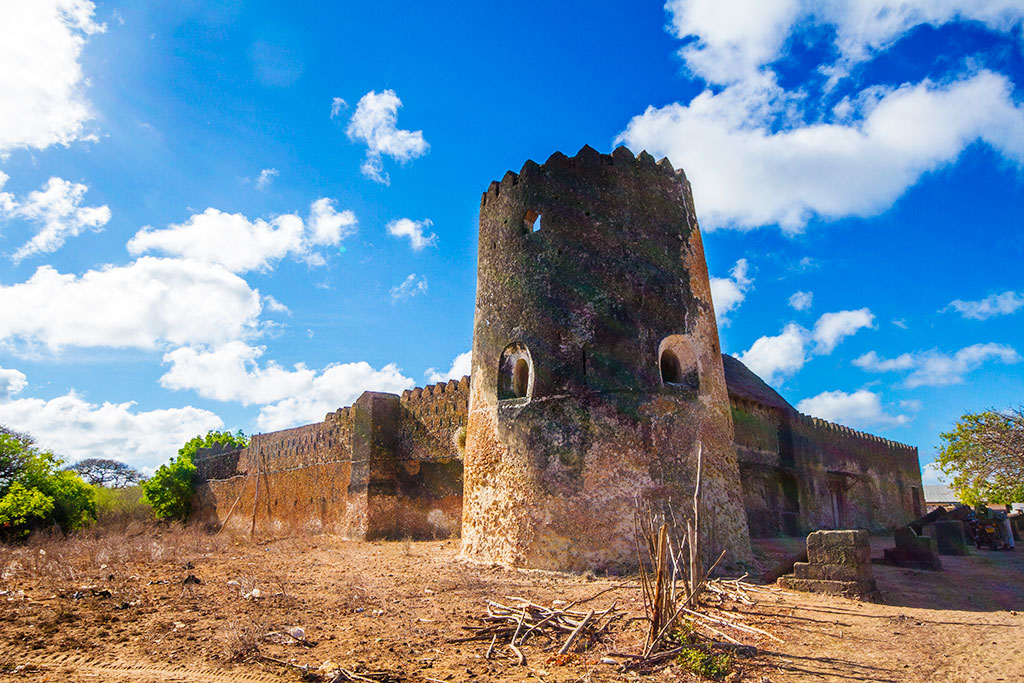
Fort de Pate (Archipel de Lamu)
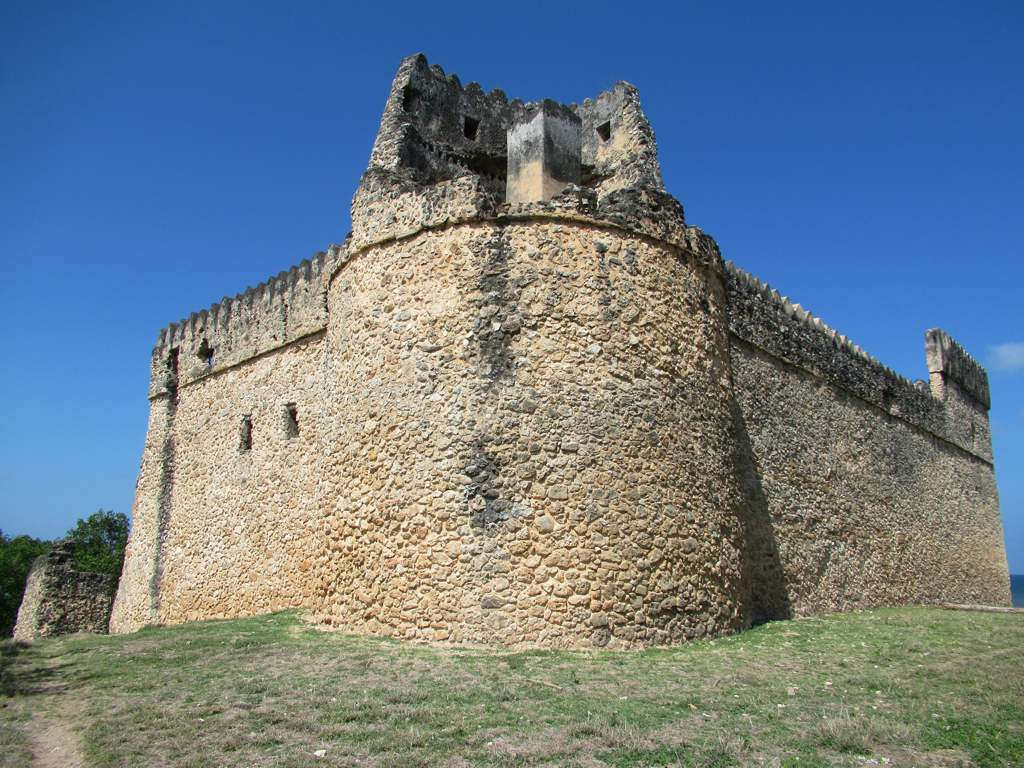
Fort Gereza à Kilwa.
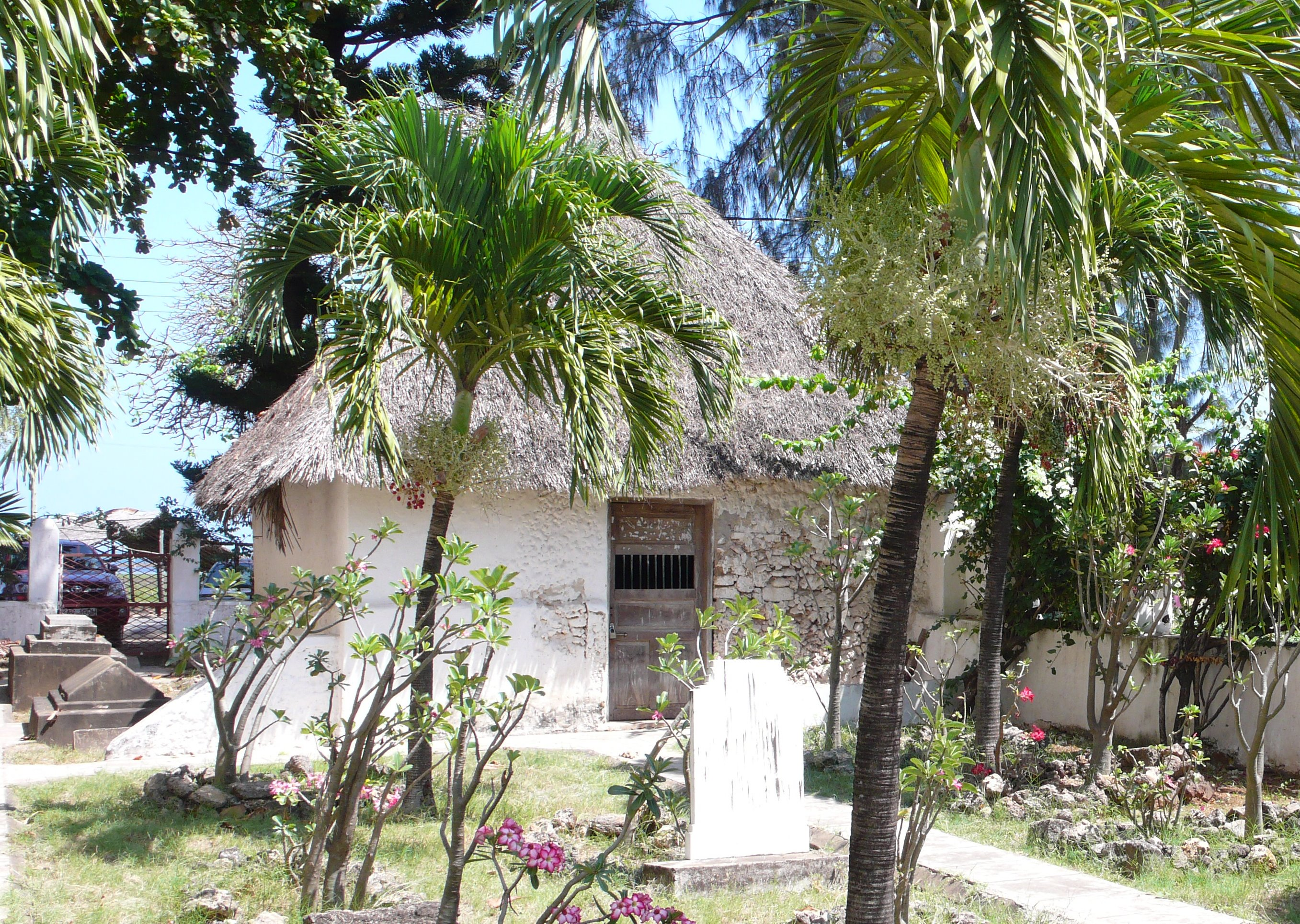
Chapelle portugaise à Malindi.

L'Empire ottoman s'intéresse également à la région au XVIe siècle, et engage plusieurs Expéditions navales ottomanes dans l'océan Indien, amenant à des batailles contre les troupes portugaises. L'amiral Piri Reis dresse de nombreuses cartes et descriptions de la région. Mais plusieurs défaites cuisantes et l'absence de connexion maritime directe avec la Turquie font finalement abandonner à l'empire toute ambition sur la région en 1589, au profit du sultanat d'Oman.
En 1698, l’imam de Mascate en Oman, Sayyid Said bin Sultan Al-Busaid, encourage les Arabes à se révolter, monte une armée de 3 000 hommes, et parvient à reprendre Mombasa aux Portugais, puis Kilwa et Pemba l’année suivante. Les Portugais tentent différentes contre-offensives, reprennent même brièvement Mombasa, mais sont définitivement expulsés de la côte swahilie en 1729, et se réfugient plus au sud au Mozambique.
Avec la chute des Portugais, la présence européenne dans l'océan Indien s'estompe fortement, à l'exception des lointaines Mascareignes.
En 1751, l'Encyclopédie de Diderot et d'Alembert définit ainsi la région de culture swahilie, encore appelée « Zanguebar » : 

« contrée d’Afrique, dans la Cafrerie, le long de la mer des Indes. On prétend que c’est la contrée que Ptolomée nomme Agisimba. Elle s’étend depuis la riviere de Jubo, jusqu’au royaume de Moruca, & comprend plusieurs royaumes, dont les principaux sont Mozambique, Mongale, Quiloa, Monbaze, & Mélinde. Voyez la carte de M. Damville. C’est un pays bas rempli de lacs, de marais, & de rivières. Il vient dans quelques endroits un peu de blé, de millet, des orangers, des citrons, &c. [...] les habitants sont des Nègres, au poil court & frisé ; leur richesse consiste dans les mines d’or, & dans l’ivoire ; ils sont tous idolâtres ou mahométans ; leur nourriture principale est la chair des bêtes sauvages, & le lait de leurs troupeaux. »

### L'âge d'or de Zanzibar

Carte de l'empire colonial du sultanat d'Oman vers le milieu du XIXe siècle Extension maximale du sultanat de Mascate et Oman au XIXe siècle. À la scission en 1861, le sultanat de Zanzibar conservera tout le zanguebar, c'est-à-dire les territoires entre la Somalie et le canal du Mozambique.

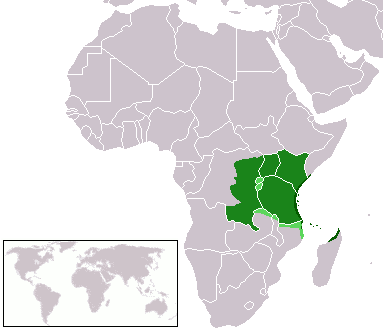
Aire de la langue kiswahili.

Avec l'éviction des Portugais, le puissant sultanat d'Oman est le maître incontesté de l'océan Indien occidental entre 1780 et 1860, régnant sur un vaste empire colonial qui bénéficie de sa situation stratégique entre Afrique, Asie et Moyen-Orient (donc la porte de l'Europe). La taille colossale de cet empire et sa fragmentation (il est essentiellement constitué de ports) oblige à donner une grande indépendance aux chefs locaux, ce qui donne notamment un pouvoir considérable au gouverneur de Zanzibar. Certains sultanats demeurent cependant indépendants, comme ceux des Comores. C'est à cette époque que la culture swahilie s'affirme et s'individualise, à la croisée entre cultures arabe (omanaise), africaine (bantoue), persane (shirazi) et indienne, qui influencent la religion, l'architecture, la littérature, les vêtements et la gastronomie.
Le zanj (« Zanguebar » en français), la côte du continent et des îles, fait fortune dans le commerce des denrées africaines (notamment l'or, l'ivoire et les esclaves), puis en utilisant massivement les esclaves dans des grandes plantations de clous de girofle à l'instigation des Britanniques. Il fait également cultiver de façon intensive les oranges, cocos... La capitale du sultanat, de par l'afflux des richesses, est transférée d'Oman à Zanzibar en 1840 : c'est désormais le fils du « sultan d'Oman et de Zanzibar » qui est gouverneur de la province d'Oman, depuis Mascate. Cela qui ne va pas sans poser des problèmes aux Omanais, qui considèrent ces Africains avec mépris. Pendant ce temps, le chirurgien français Morice devient l'ami du sultan de Kilwa et obtient des terres et l'exclusivité sur la traite des esclaves.
Quand, en 1698, les Omanais  prennent le contrôle de l’ile de Zanzibar, ils se redistribuent les terres les plus fertiles, les plantations de dattes et de canne à sucre, et asservissent les fermiers africains. Ils font appel à des ethnies africaines pour obtenir des  esclaves supplémentaires. À partir de 1830, le besoin de main d'œuvre s’accentue  pour 2 raisons :  une demande accrue d’ivoire -dont l’Inde était déjà grande consommatrice- devenu à la mode en Occident pour la fabrication de boules de billard, poignées de porte, touches de piano, peignes et accessoires divers ; et  l'introduction de la culture du clou de girofle dont Zanzibar devint un des principaux producteurs au milieu du XIXe siècle.  Les Zanzibarites décident alors de prendre les choses en main et de monter des expéditions caravanières vers l’intérieur du pays pour en ramener esclaves et ivoire. Ils créent une série de stations relais pour les caravanes (la première fut établie à Ujiji au bord du lac Tanganyika en 1830)
Dans les années 1860, 40 000 Africains arrivaient à Zanzibar chaque année. Deux tiers étaient employés dans les plantations locales, tandis que les autres y transitaient pour être revendus dans tout l’Empire ottoman, le Moyen-Orient, l’Inde et la Perse. Sur une population totale de 300 000 habitants environ, on comptait 200 000 esclaves, soit deux tiers de la population. Le sultan Seyyid Said possédait 45 plantations, dont une regroupant plus de 6 000 esclaves. Les conditions de vie dans les plantations étaient si dures qu’on estime à 30% le nombre d’esclaves mourant chaque année et qu’il fallait donc remplacer. Ce qui explique l'héritage de haine qui explosa après l’indépendance de l’île fin 1963 : Zanzibar devint une monarchie constitutionnelle dirigée par le sultan mais le gouvernement fut renversé un mois plus tard et une république populaire fut proclamée. Plusieurs milliers d’Arabes, de Zanzibaris d’ascendance arabe et des civils indiens furent tués, des milliers d’autres furent emprisonnés et expulsés.
Dans la 2e moitié du XIXe siècle, la traite swahilie, appelée en France arabo-musulmane, dévaste la région des lacs. Après s'être longtemps approvisionnés en esclaves auprès de certaines ethnies africaines, les Zanzibarites montent des expéditions caravanières dans toute la région de grands lacs pour en ramener esclaves et ivoire. Les 2 premiers explorateurs envoyés par la Société royale de géographie pour cartographier l'intérieur, alors inconnu, de l'Afrique de l'est,  John Speke et Richard Burton, atteignent les lacs Tanganyika et  Nyanza (futur Victoria) en 1857/8 et découvrent l'ampleur et les ravages de la traite arabo-musulmane.  Ils  parcourent un vaste territoire saigné à blanc par les traitants zanzibarites (villages brûlés, cultures et animaux volés, voire massacres de populations  (comme le célèbre massacre de Nyangwe décrit par Livingstone). Ce sont eux, et les suivants (Grant, Livingstone, Stanley et Cameron) qui feront appel -en vain- au gouvernement britannique pour qu'il intervienne  avant, disent-ils, que les Africains de l'Est soient rayés de la carte. En 1873,  en hommage posthume à Livingstone (qui avait fait de la suppression de la traite son combat) les Britanniques obtiennent la fermeture du très important marché d'esclaves de Zanzibar. Par ailleurs leurs patrouilleurs sur les côtes de l'océan Indien - qui avaient pour mission de protéger leurs bateaux en route pour l'Inde des attaques des pirates somaliens- arraisonnent s'ils le peuvent les dhows (boutres) chargés d'esclaves qu'ils libérent.  À la fin des années 1870 s'installent les premières missions sur le lac Nyassa (Malawi actuel) puis sur le Tanganyika, qui vont combattre l'esclavage et peu à peu ralentir la traite.

### La colonisation européenne
En 1885, un accord tacite partage la région entre les grandes puissances :
- le Royaume-Uni établit un protectorat sur Zanzibar ;
- l'Allemagne sur le Tanganyika, la côte kenyane et la partie continentale de la Tanzanie ;
- la France devient maîtresse de Mayotte en 1841 puis du reste des Comores et bientôt de Madagascar ;
- les Portugais conservent le Mozambique.

À la mort du sultan de Zanzibar en octobre 1856, une guerre de succession éclate. Soutenu par l'Angleterre et la France qui cherchent à étendre leur influence dans l'océan Indien, le sultanat de Zanzibar fait sécession le 6 avril 1861 avec à sa tête le sultan Barghash, ne laissant que des miettes d'empire à l'Oman, désormais en fort déclin et sous domination britannique. L'arrogance du nouveau sultanat de Zanzibar ne dure cependant pas, puisqu'à partir des années 1885 l'empire est progressivement démantelé par la colonisation anglaise et allemande (Afrique orientale allemande, future Tanzanie). Le 1er juillet 1890, Zanzibar, affaibli économiquement, passe sous protectorat britannique, le sultan n'ayant plus qu'un rôle restreint, et ne laissant pas d'héritier.
Le Royaume-Uni contrôle finalement tout le commerce de la région, établit sa souveraineté sur le Kenya en 1890 au détriment de l'Allemagne (qui cédera le reste de ses colonies pendant la Grande Guerre) et finit par imposer l'abandon de l'esclavage. Le sultan Hamoud ibn Mohammed l'interdit en 1897. Seules les villes de la Somalie restent indépendantes, luttant contre l'Éthiopie, avec une présence italienne discrète.
Cependant, la culture et surtout certains dialectes des langues swahilies ont continué à se répandre sur le continent, si bien que la zone d'utilisation des langues swahilies recouvre une bien plus grande zone que celle de la culture swahilie proprement dite, jusqu'en actuelle république démocratique du Congo.

### Décolonisations et rattachements
Les pays swahilis font partie de la vague d'indépendances des années 1960 : Madagascar dès 1960, le Kenya en 1963, la Tanzanie en 1964 (incorporant Zanzibar, qui aura été indépendante un an), le Mozambique et les Comores en 1975, et enfin les Seychelles en 1976. La cohésion de la culture swahilie se retrouve donc morcelée dans plusieurs états distincts, dont certains sont de vastes pays africains à majorité non musulmane dans lesquels la bande côtière constitue une région économiquement et culturellement importante mais dépourvue de pouvoir politique (la capitale du Kenya est Nairobi et celle de la Tanzanie Dodoma ; Maputo, capitale du Mozambique, n'a jamais fait partie de l'aire culturelle swahilie). L'unité du zanguebar n'est dès lors plus qu'historique, et partiellement linguistique.
La seule présence européenne dans cette région du monde au XXIe siècle est la France, représentée par le département de Mayotte (départementalisée sur referendum local en 2009, malgré une revendication par les Comores) ainsi que les Îles Éparses de l'océan Indien, ensemble d'îles désertes situées autour de Madagascar et territoires d'outre-mer français malgré là encore des revendications de plusieurs pays, notamment Madagascar et Maurice. Toutes font partie d'un vaste réseau de réserves naturelles, et ne sont visitées quasiment que par des scientifiques.
Au début du XXIe siècle, une nouvelle forme de coopération régionale recommence à émerger à travers la mer, avec des institutions transnationales comme le Western Indian Ocean Marine Sciences Association (WIOMSA) ou le South West Indian Ocean Fisheries Governance and Shared Growth Program (SWIOFish).
voir aussi : Histoire de la Tanzanie dont Histoire de Zanzibar, Histoire du Kenya, Histoire du Mozambique, Histoire de la Somalie et Histoire des Comores.

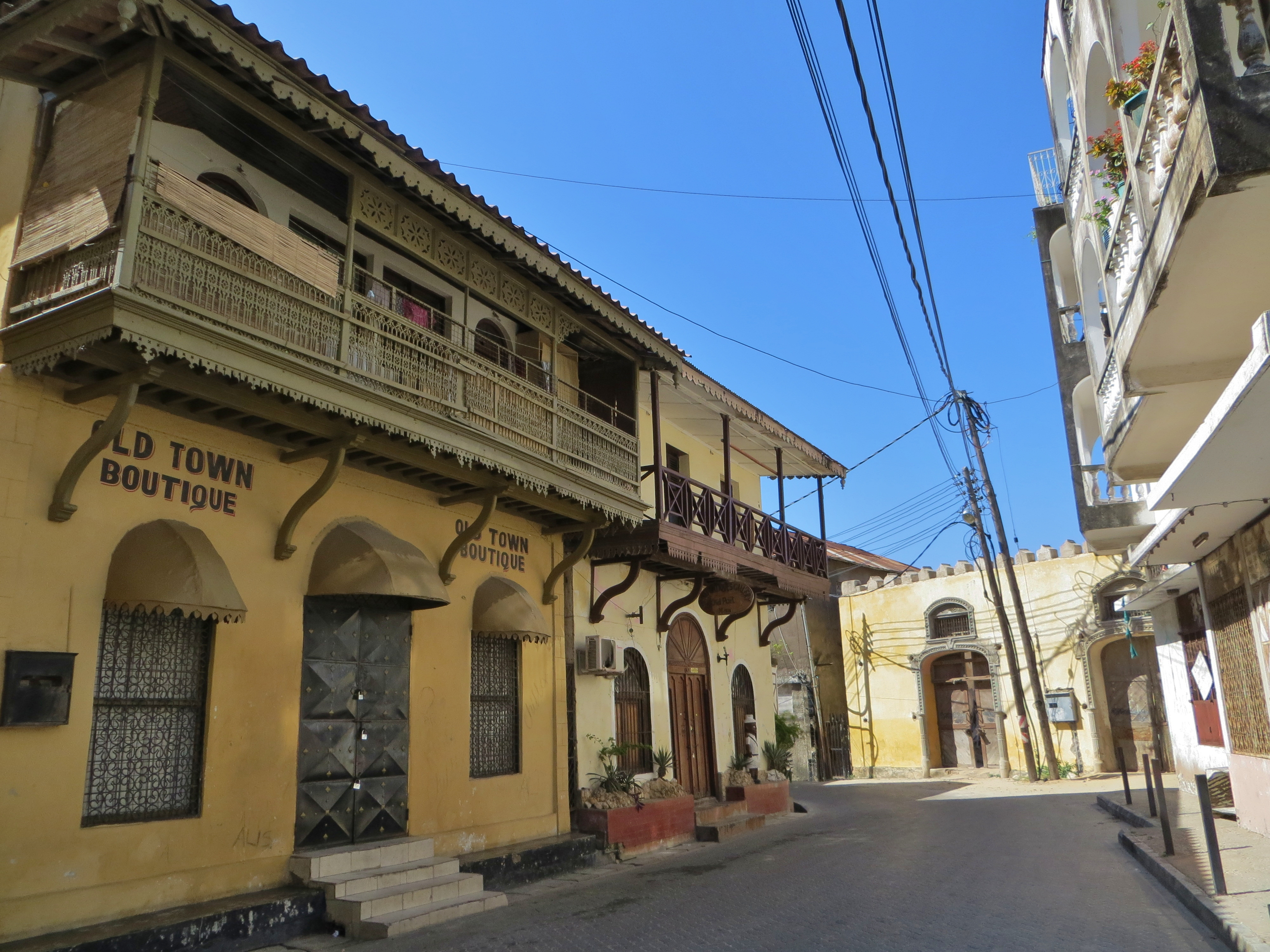
Quartier de la vieille ville de Mombasa, avec son architecture traditionnelle.
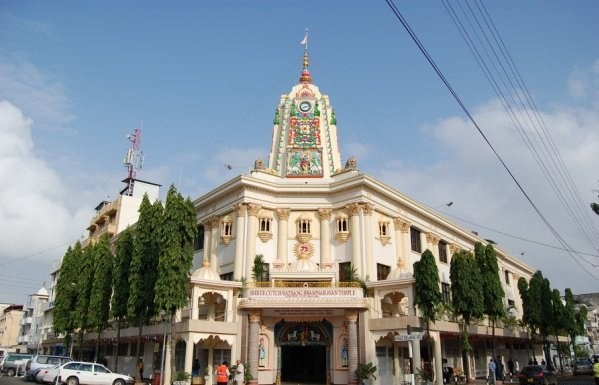
Le mandir Shri Kutch Satsang à Mombasa, attestant de la présence indienne.
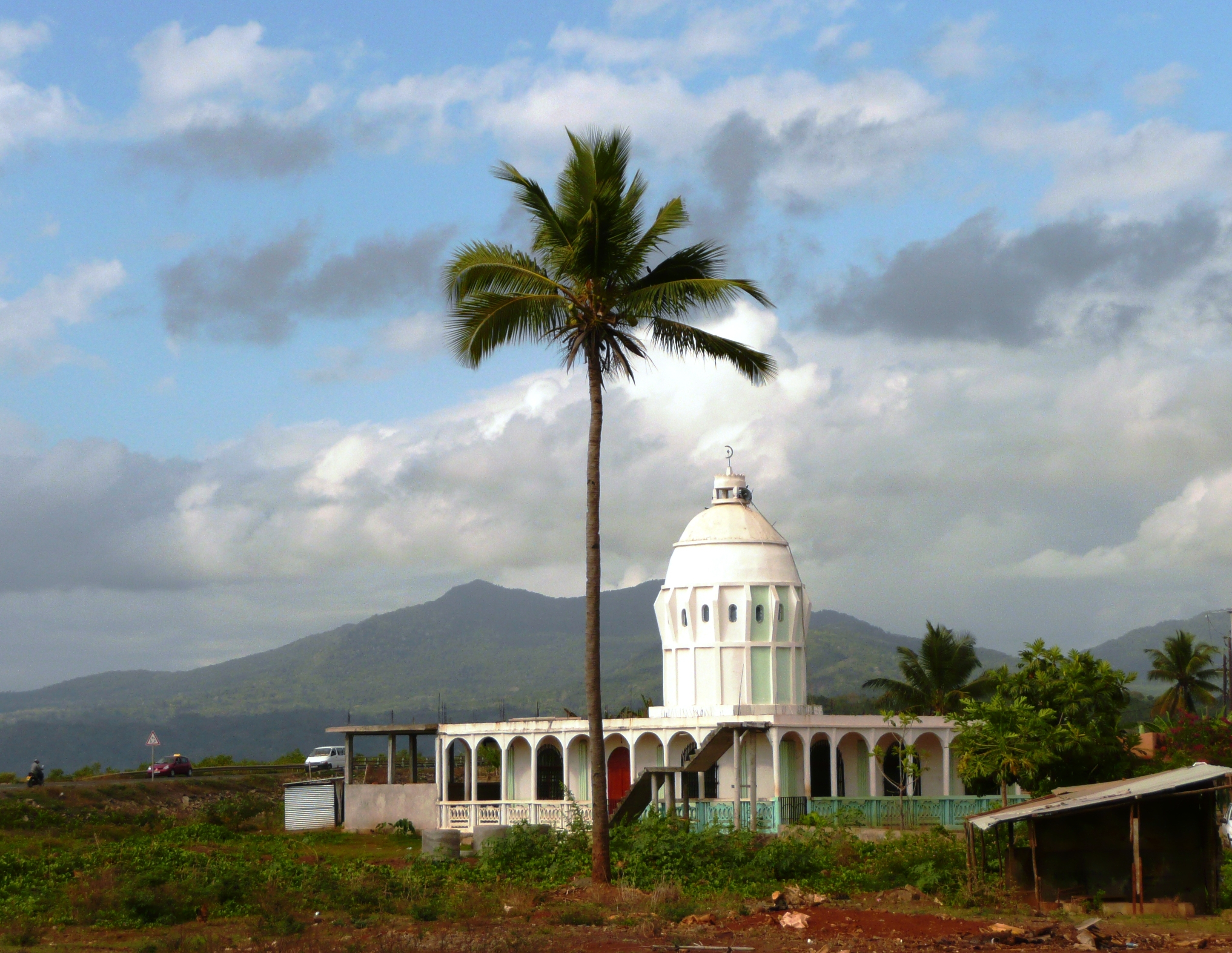
Mosquée de Passamaïnty, à Mayotte.
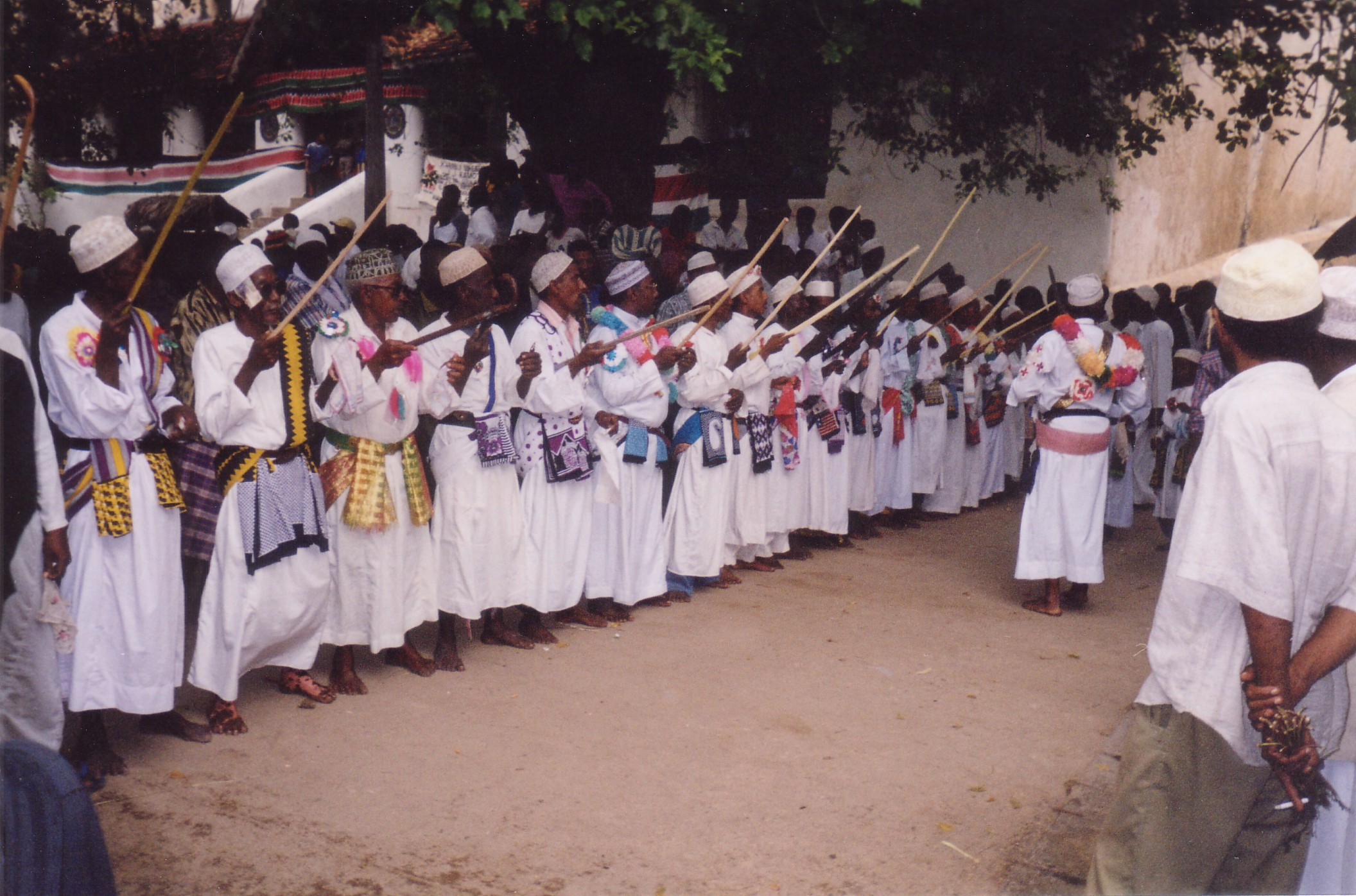
Parade traditionnelle à Lamu (2001)
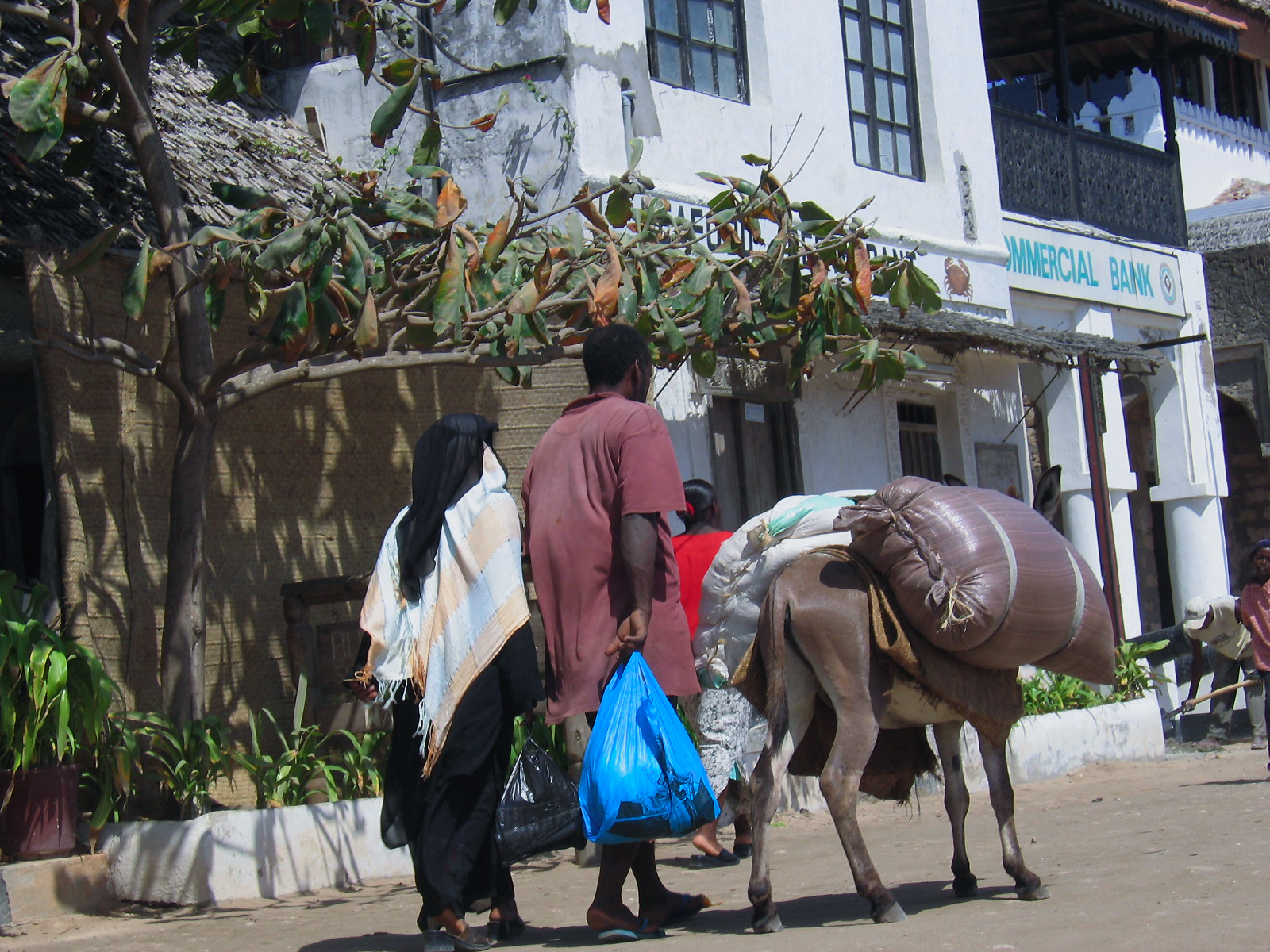
L'âne est un animal important de la culture swahilie.
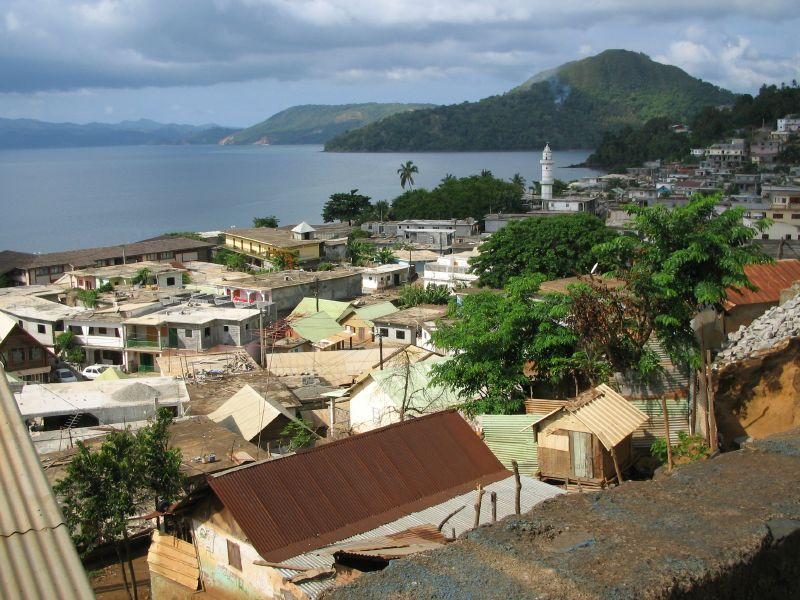
Vue des toits de Sada (Mayotte)
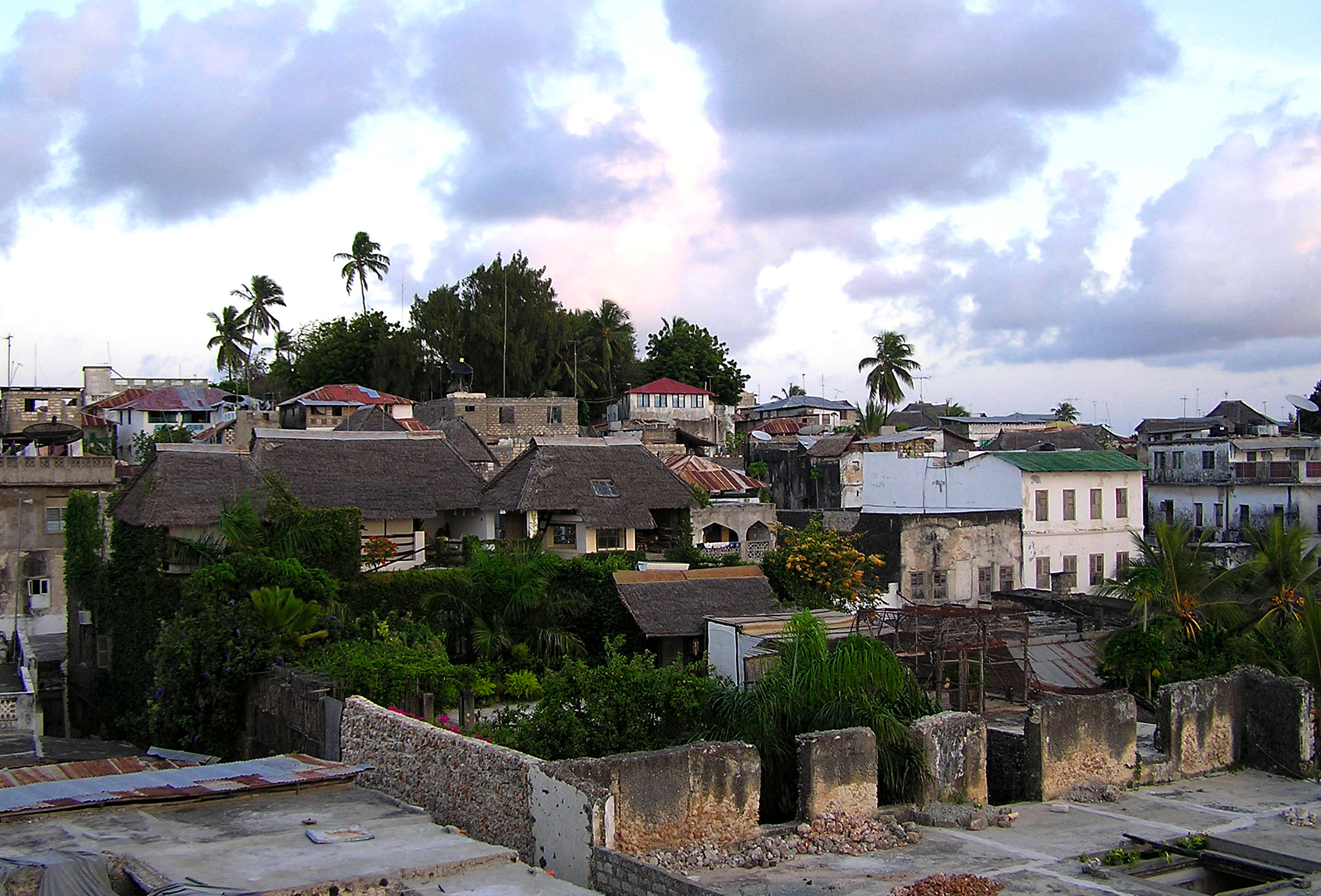
Vue des toits de Lamu (Kenya)
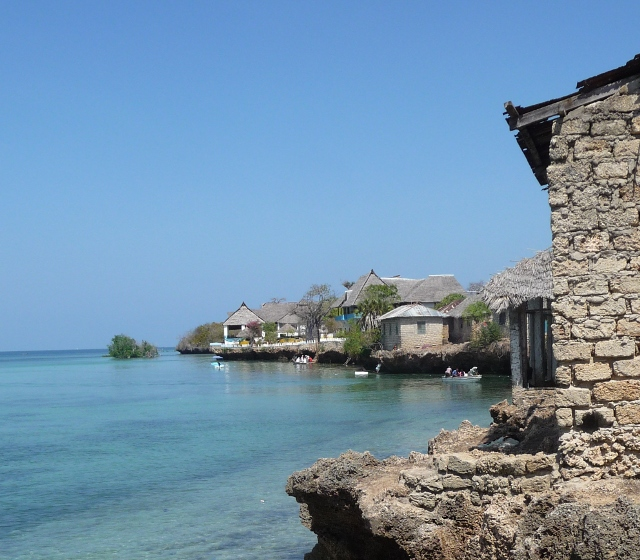
Vue de Wasini (Kenya)
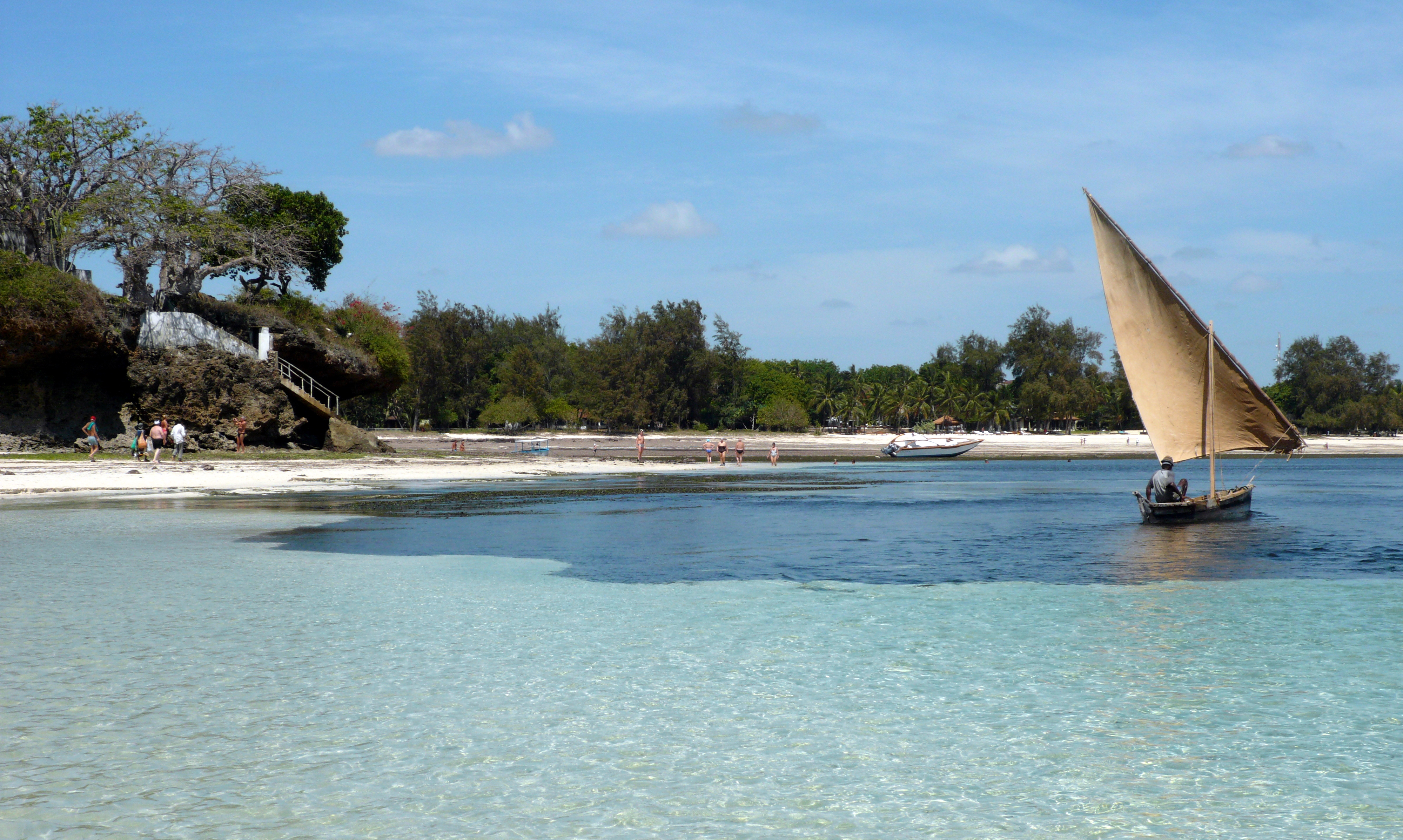
Vue du Malindi Marine National Park
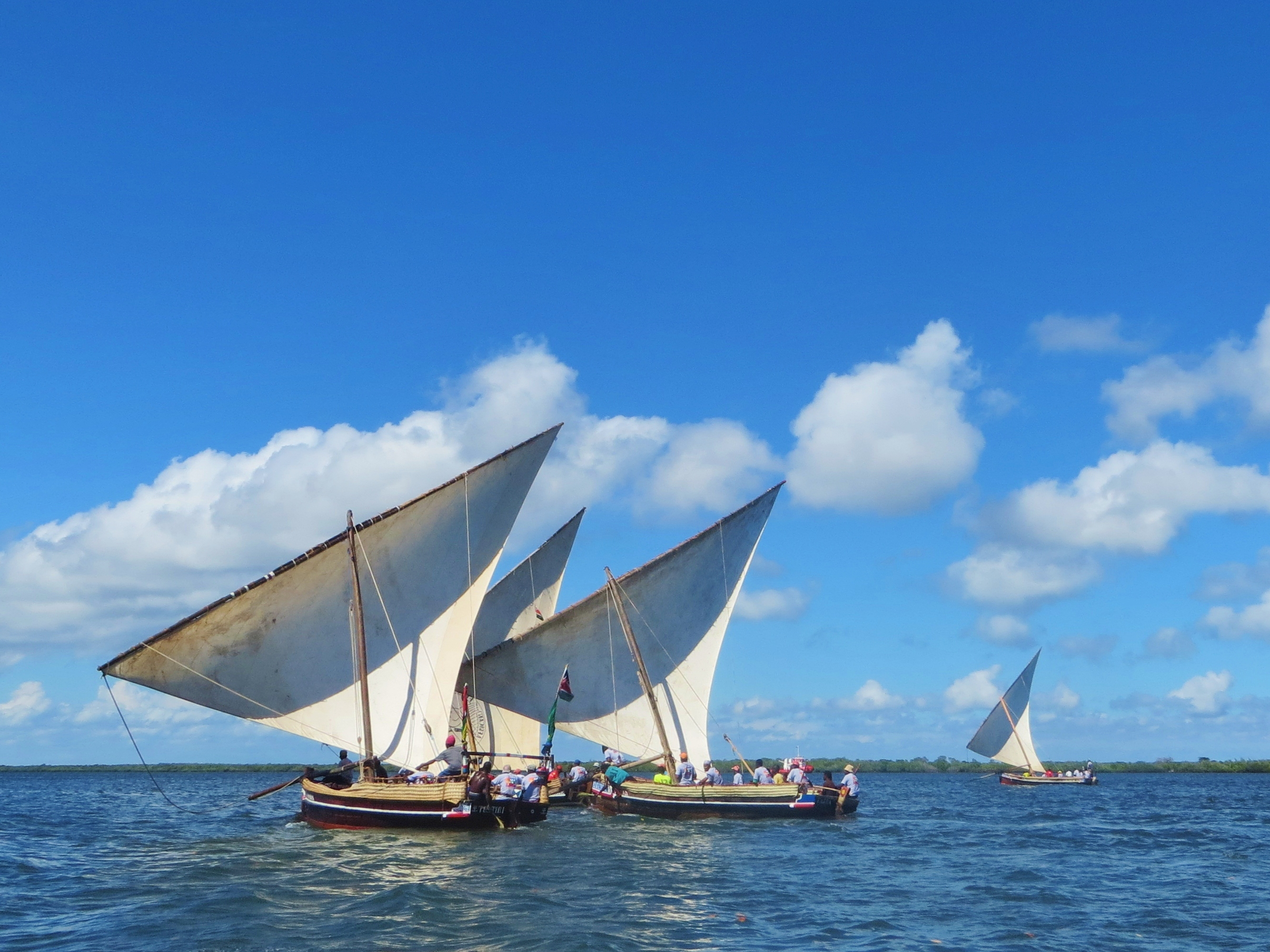
Course de boutres traditionnels à Lamu, pour la fête du Mawlid.
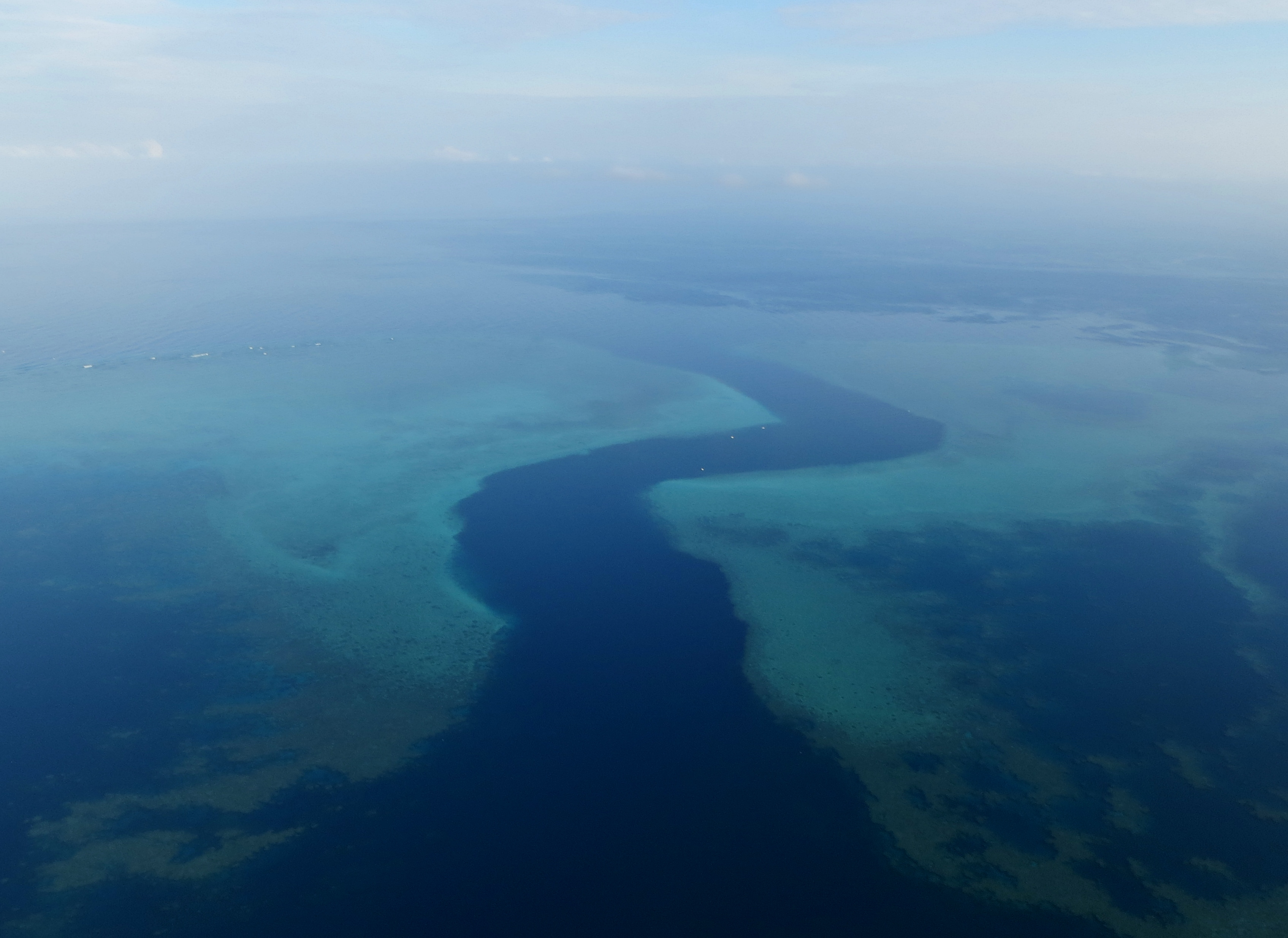
Vue aérienne de la barrière de corail de Mayotte. La culture swahilie s'est construite en symbiose avec les récifs de corail.

## Le Zanj

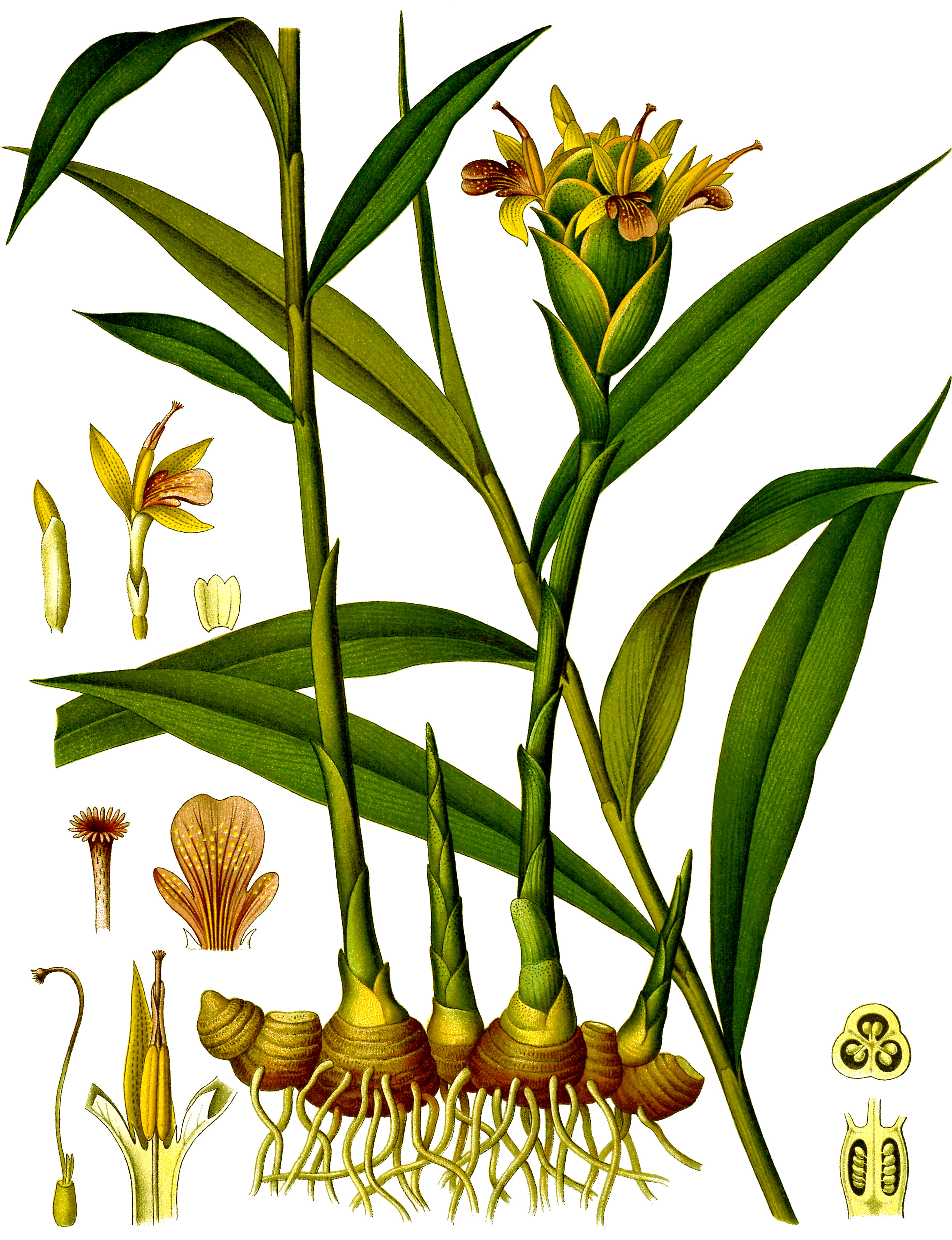
Le Gingembre, épice très répandue dans la gastronomie swahilie, tire son nom français de cette région (Zingiber officinale en latin, zenzero en italien).

La côte orientale bénéficie de vents de mousson qui soufflent d’avril à août dans un sens, puis changent d’orientation de décembre à mars. Ce système cyclique permet aux bateaux arabes et indiens d’aborder facilement les côtes africaines puis de repartir vers leur point d’origine tout aussi aisément. Le Zanj (arabe et persan زنج, francisé en Zanguebar) est le territoire où s'étend le contrôle des États-cités swahilis tandis que la mer de Zanj désignait l'océan Indien de l'Ouest y compris notamment les Mascareignes.
Les géographes arabes divisaient la côte est africaine en quatre régions :
- le pays des Barbaris ou Bilâd al-Barbar, qui représente la côte somalienne ;
- le pays des Zanj ou Bilâd al-Zandj ;
- le pays de Sofala, Bilâd al-Sufâla, zone comprise entre les embouchures du Zambèze et du Limpopo, appelée aussi l’or de Sofala ou Sufâla al-dhahab ;
- le mystérieux pays des Wâk-wâk, qui est peut-être la grande île de Madagascar.

Le terme Zanj a également été utilisé par les sultans de Zanzibar pour désigner spécifiquement la bande de terrain de quelques kilomètres qu'ils pouvaient contrôler à l'intérieur du continent.
Les principaux archipels, îles et villes de l'aire culturelle swahilie sont :
- l'archipel de Zanzibar (Unguja, Pemba, Mafia)
- L'archipel de Lamu (Lamu, Manda, Pate, Kiwayu, Manda Toto)
- L'archipel des Comores (Grande Comore, Mohéli, Anjouan, Mayotte)
- La zone de Kilwa (Kilwa Kisiwani, Kilwa Kivinje, Songo Mnara) et l'île de Sanjé ya Kati, foyer d'un hypothétique peuple Shang[37]
- Les villes-États de Mombasa, Malindi et Gede

(à vérifier Kua, Mahilaka, Ungwana).

## Relation avec les autres peuples
En raison de leur position d'intermédiaires entre les commerçants de l'océan Indien et les sociétés africaines de l'arrière-pays, les Swahili ont généralement veillé à entretenir de bonnes relations avec leurs partenaires et voisins, fondées sur une tolérance religieuse, le partage de pratiques et goûts communs, et les profits du commerce. Ce qui n'excluait pas des conflits fréquents, tant avec leurs voisins du continent, parfois très puissants, qu'avec les nations venues sur la côte avec des objectifs impérialistes (Portugais, Omanais).

### L'esclavage
Des inscriptions javanaises et des textes arabes montrent l'extension de ce commerce aux IXe et Xe siècles. L'inscription de Kancana notamment, trouvée dans l'Est de Java (Indonésie) et datée de 860 ap. J.-C., mentionne, dans une liste de personnes dépendantes, le mot jenggi, c'est-à-dire zenj. Un ouvrage arabe, les Merveilles de l'Inde, rapporte le témoignage d'un marchand du nom d'Ibn Lakis qui, en 945, voit arriver sur la côte de Sofala, « un millier d'embarcations » montées par des Waq-waq qui viennent d'îles « situées en face de la Chine » chercher des produits et des esclaves zenj.
Néanmoins la traite des esclaves reste relativement modeste sur la côte swahilie entre le XIe et le XVIe siècle, car la demande n'est pas considérable et le commerce depuis d'autres régions suffit à la combler. Cependant, à partir du milieu du XVIe siècle, la traite en direction de l'Arabie connaît une hausse sensible. Les commerçants Yéménites, Javanais, et Shiraziens ont beaucoup contribué à l'édification d'une culture régionale propre à la sous-région que l'on appelle la culture malgache que l'on trouve à Madagascar, Mayotte, Moheli.
De nombreuses cités-états de la culture swahilie ont fondé une grande partie de leur fortune sur le commerce d'esclaves africains (koufar ou « cafres »), comme Anjouan. Cet état de fait a pu entraîner une bipartition entre la population swahilie de la côte, lettrée, urbaine et islamisée, et des peuples africains païens souvent méprisés et considérés comme des réservoirs d'esclaves.

### Relations entre populations swahilies
Les relations entre les îles n'ont souvent pas été pacifiques. Les guerres pour le contrôle des ressources ont été nombreuses. Les relations entre les habitants ne semblent pas non plus toujours avoir été uniquement bienveillantes, preuve que ces peuples se sentent bien différents les uns des autres[réf. nécessaire]. Durant la Révolution de Zanzibar, il semble que les Grand Comoriens, particulièrement nombreux, aient subi une certaine forme d'ostracisme. Une certaine forme de racisme s'observe également à Mayotte, vis-à-vis des autres Comoriens, pour une bonne part en situation irrégulière, depuis l'ancrage de l'île à la France.

## Structure de la société
Comme de nombreuses sociétés bantoues l'individu n'est rien face au groupe. Appartenir au groupe est le fondement de la société et toute mise à l'écart est la plus sévère des punitions. Ainsi l'appartenance se définit d'abord par le lieu d'origine ensuite par l'appartenance à des sociétés de type initiatique. Ces liens forment un quadrillage qui définit un individu.

### Les classes sociales
Il existe des classes sociales nobiliaires. Les descendants de serviteurs restent clients de la famille des maîtres de leurs parents. Il est très difficile de sortir de ce carcan pour un individu.

### La société de type initiatique
Comme typiquement dans les sociétés bantoues, il existe une organisation de la population en classes d'âge et en différents mérites ou rituels accomplis. Cette organisation permet un certain mixage social qui sert à la fois d'ascenseur social et d'échappatoire (un co-initié, même noble, peut y être brocardé par exemple).

### La place de la femme
La société, bien que musulmane (et historiquement souvent polygame), garde un caractère matrilinéaire fort. Un matriarcat puissant est encore en place aux Comores et à Mayotte, où les femmes gèrent seules les finances de toute leur maisonnée, ont un rôle central dans la politique et peuvent répudier leur mari. Les hommes doivent souvent se fendre d'une dot très onéreuse pour contracter un mariage, qui donne facilement lieu à des festivités somptueuses.

## Art et littérature

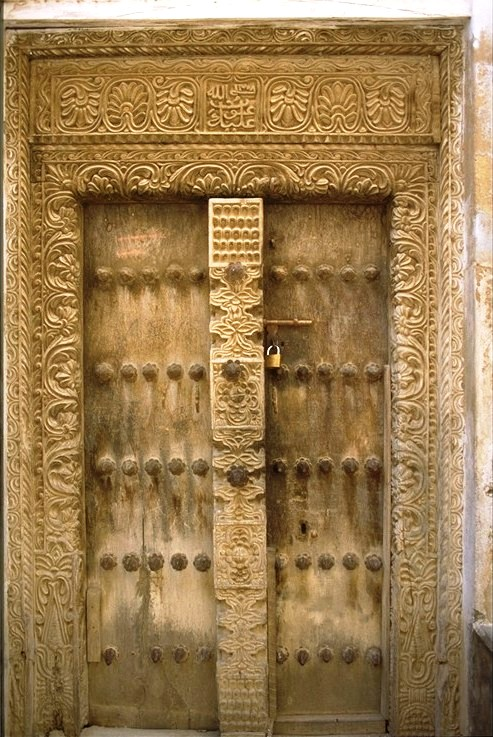
Porte sculptée à Zanzibar

### Artisanat
En accord avec leur héritage musulman, les swahilis n'utilisent pas d'image dans les décors mais préfèrent utiliser des motifs géométriques. Les meubles traditionnels remarquables sont les lits à baldaquin, les meubles de coin. Les remarquables grandes portes sculptées en bois sont typiques.
Chaque île a certaines spécialités, ainsi Zanzibar conserve la tradition de la construction de coffres en bois. L'industrie du tourisme préserve une certaine forme d'art et de savoir-faire qui autrement auraient disparu du fait de la paupérisation et de l'occidentalisation de la région.

### Musique
Le twarab est une forme de chant et une musique originale très prisée. Les mélodies sont rythmées et sont encore aujourd'hui traditionnellement jouées pendant les mariages et les assemblées. Les réunions de twarab peuvent être mixtes. Aux instruments traditionnels arabes sont aujourd'hui ajoutés des instruments africains et occidentaux.

### Cuisine
La cuisine swahilie est fortement influencée par la cuisine indienne mais aussi arabe et bien sûr africaine. C'est donc une cuisine épicée. Les plats les plus réputés sont les birianis, pilaus, les mkaté (gâteau de farine). La banane plantain est également consommée ainsi que le manioc. Traditionnellement les swahilis sont musulmans, par conséquent ils ne mangent pas de porc.

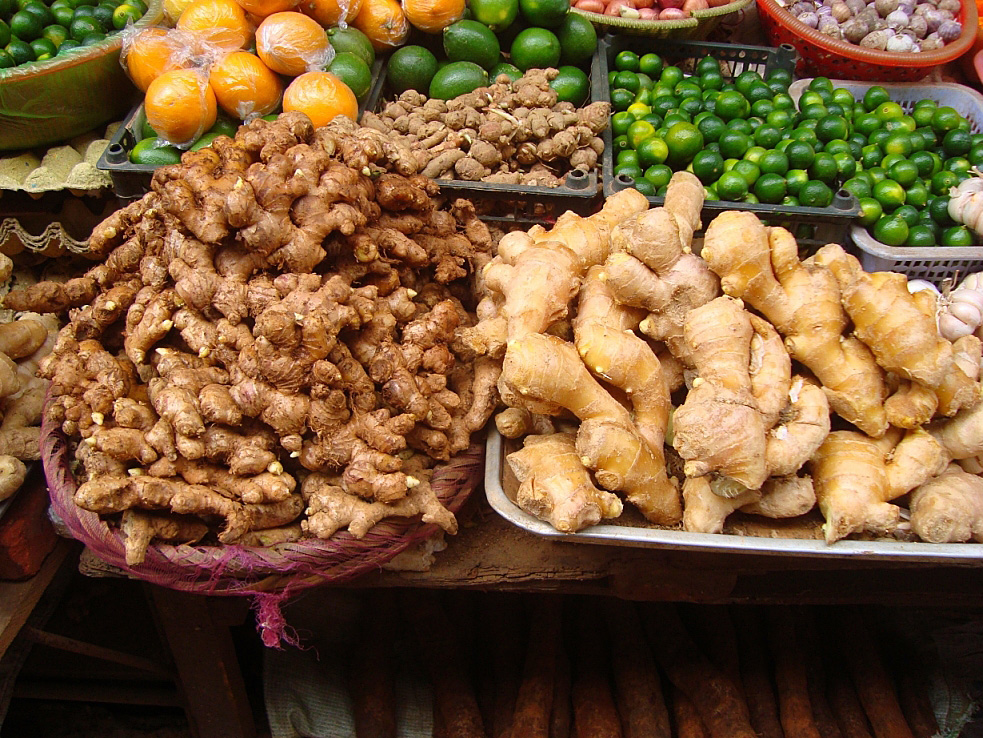
Le gingembre est l'un des symboles culinaires de la région.
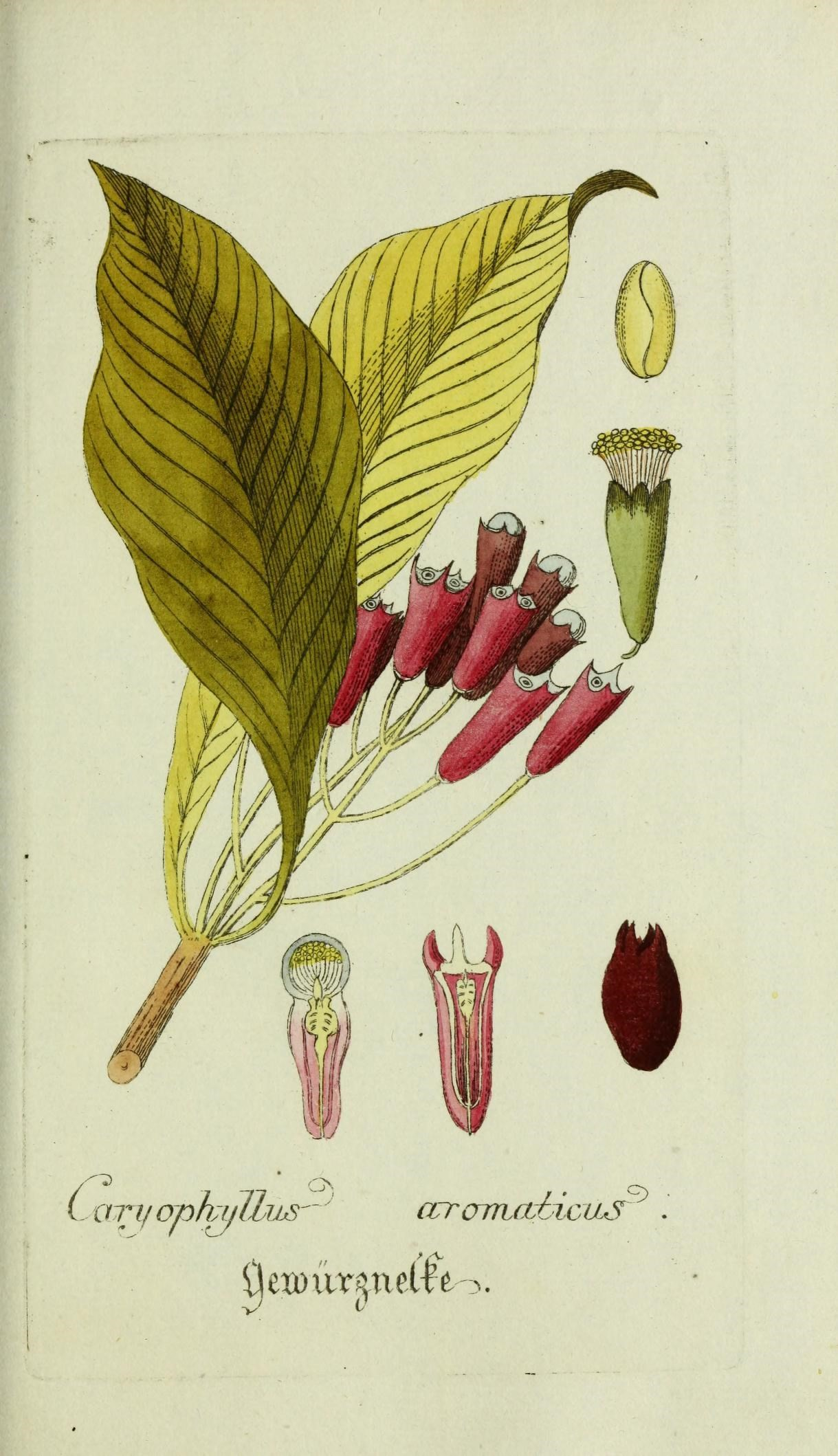
Le clou de girofle a participé à la fortune du Sultanat de Zanzibar
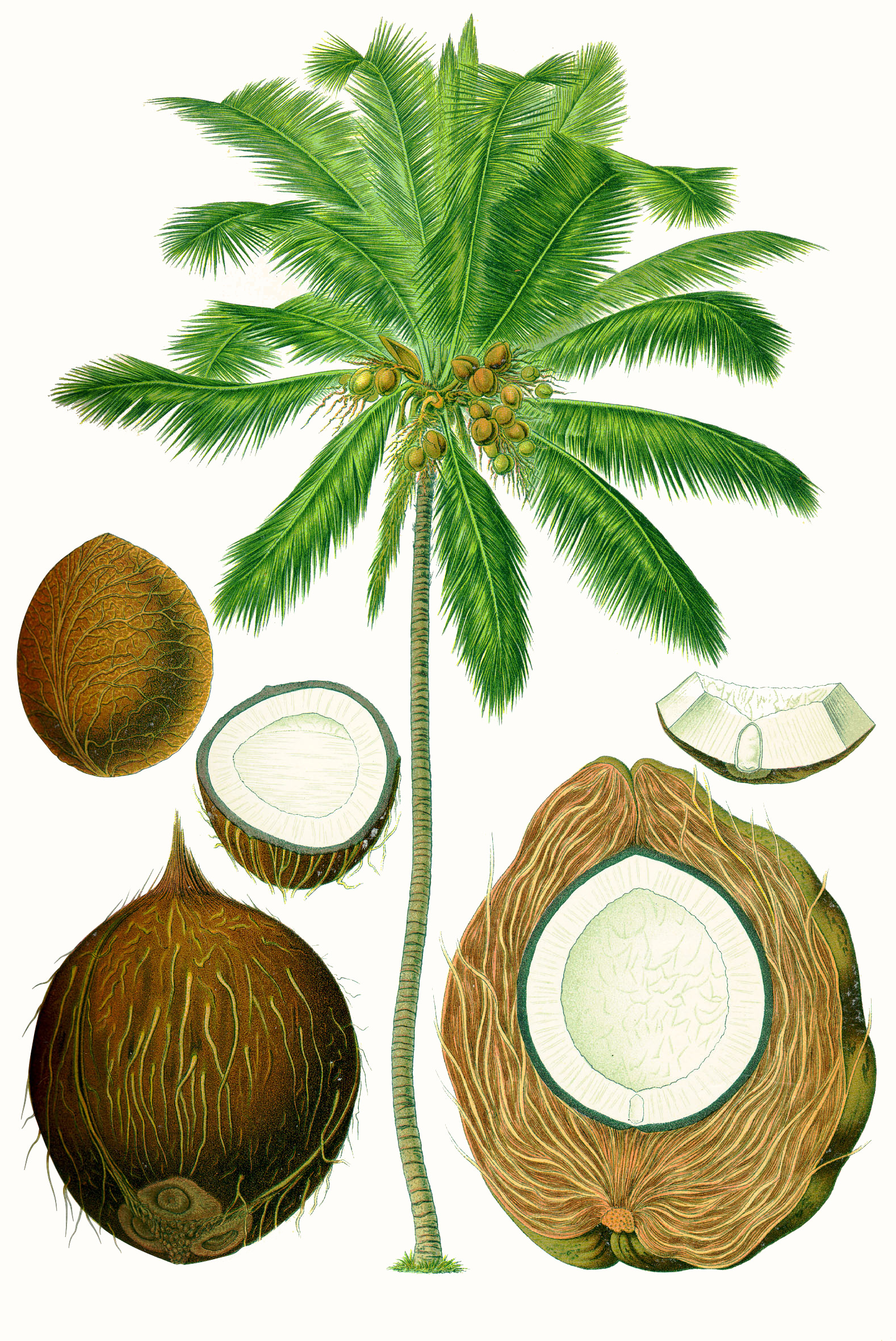
La noix de coco est un aliment courant de la gastronomie swahilie.
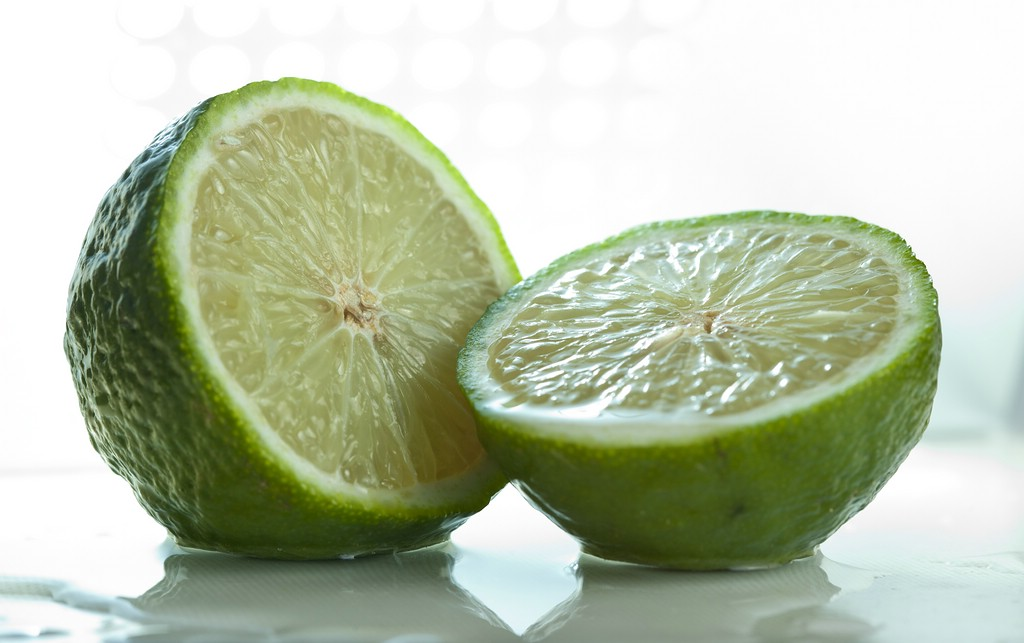
La lime est d'usage ancien dans la région.
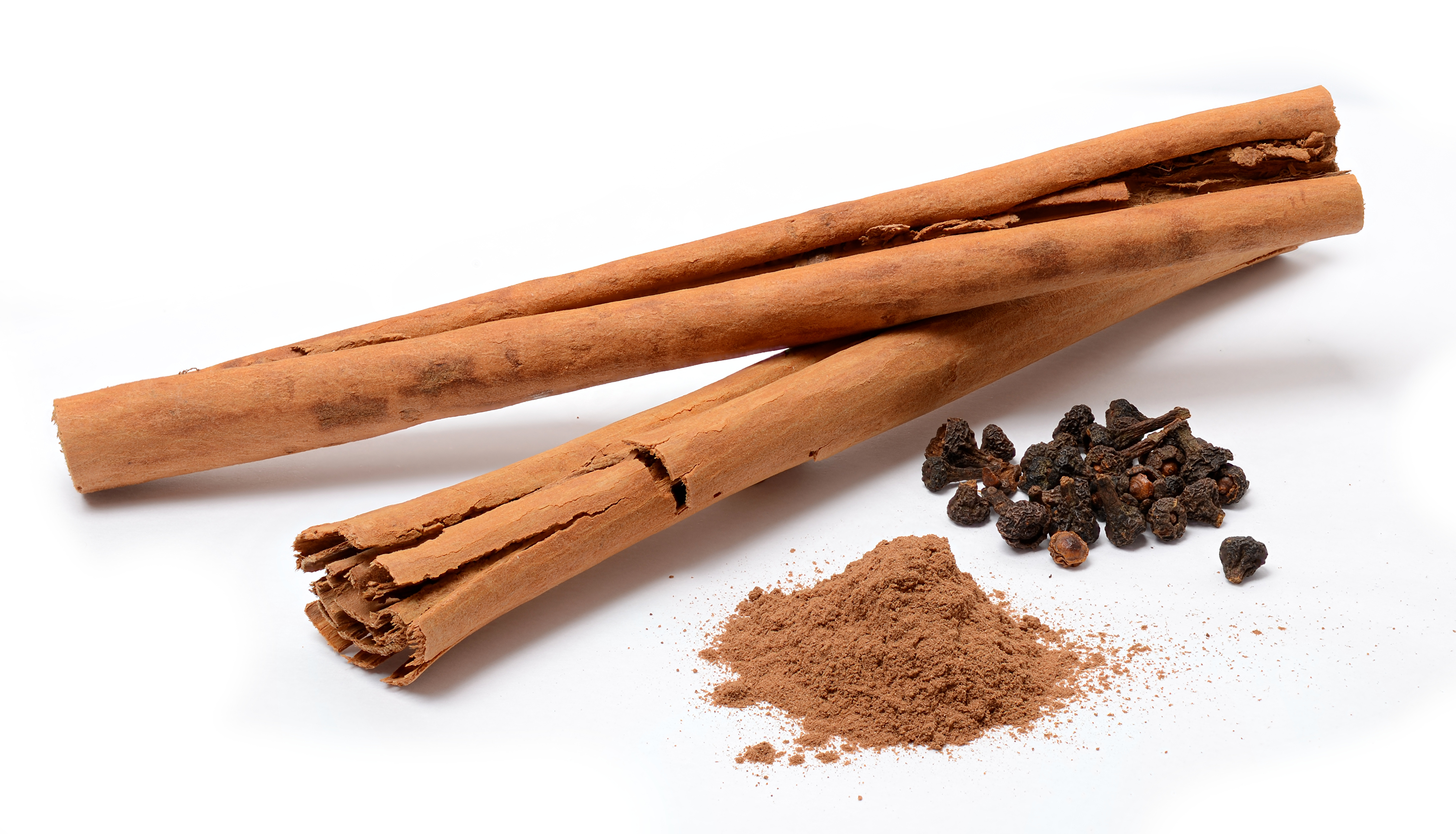
La cannelle est abondante localement.
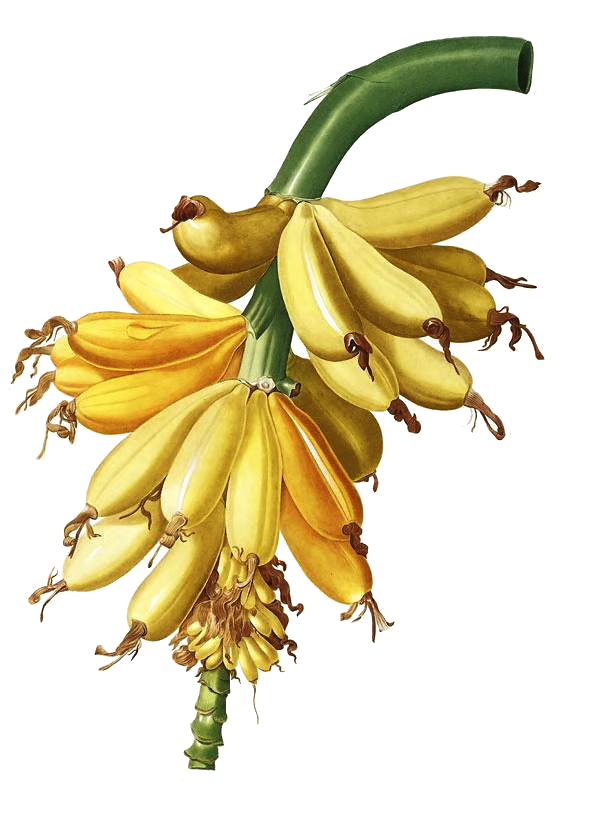
La banane est très consommée dans la culture swahilie, et souvent comme légume.

### Architecture

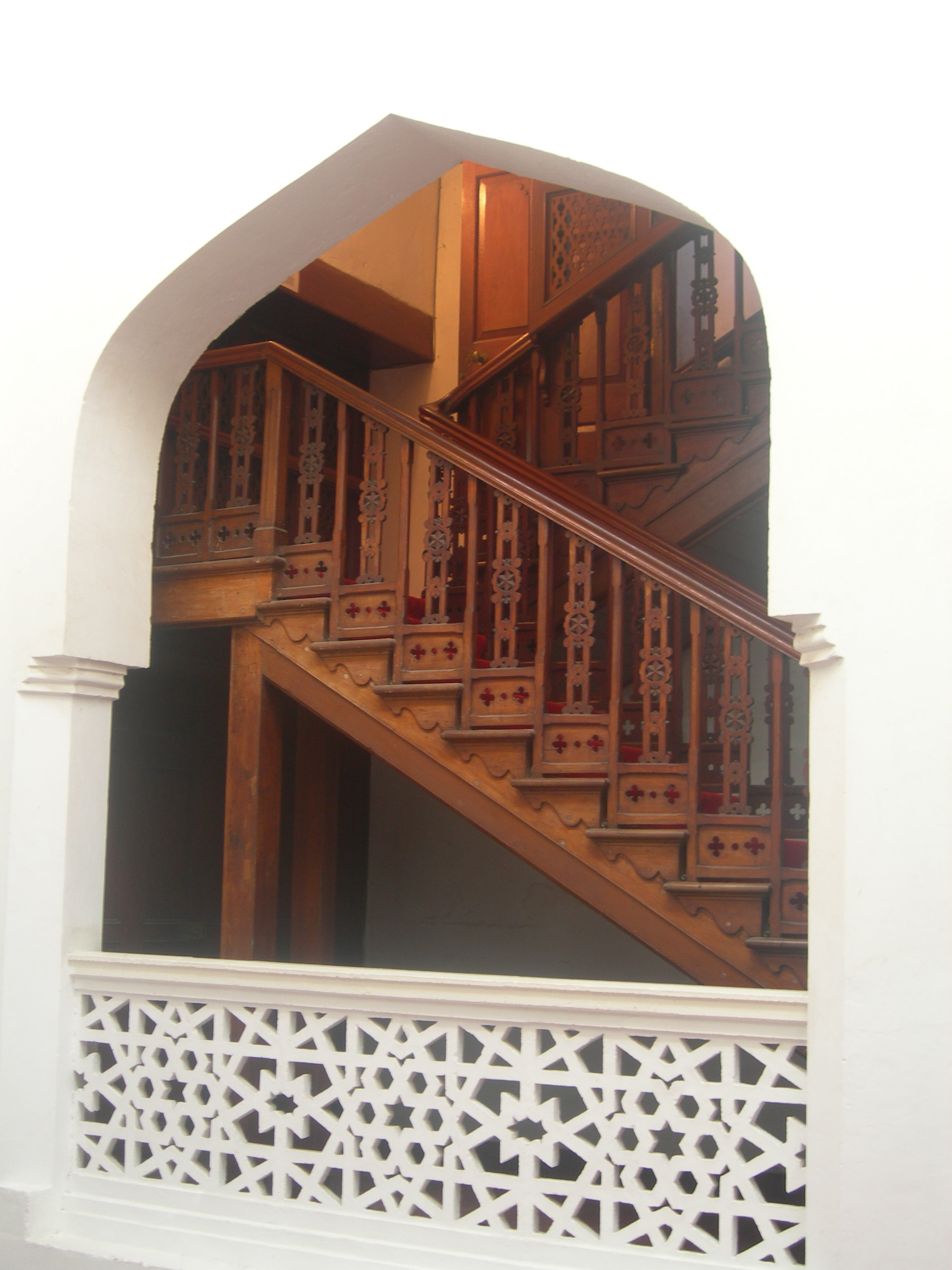
Beit-al-Sahel à Zanzibar

Les villes forment des médinas et forment une unité visible sur toutes les côtes de la Somalie au nord de Madagascar. Le style est essentiellement d'inspiration arabe avec des modifications africaines locales. On y retrouve les arches, les cours extérieures, les quartiers pour les femmes, les mihrab, les tours, les éléments de décoration de style arabe. La vieille ville de Mji Mkongwe à Zanzibar est inscrite au patrimoine mondial de l'Unesco.

### Littérature
Les plus anciens documents originaux écrits en langue swahili (en caractère arabe) datent de 1711, il s'agit de lettres rédigées à Kilwa à destination des Portugais de Mozambique. Selon les spécialistes de la littérature swahili, le plus ancien poème rédigé en swahili connu à ce jour daterait du XVIIe siècle, mais nous ne possédons pas le manuscrit original. La fameuse Chronique de Kilwa, mise par écrit vers 1520, fut rédigée en arabe et les inscriptions et pièces de monnaie anciennes sont toutes en arabe. Nous pouvons par conséquent supposer que les Swahili commencèrent à retranscrire leur langue, à l'aide de l'alphabet arabe, vers les XVIe-XVIIe siècles.
Il existe plusieurs chroniques dont les auteurs ne sont pas connus et la date de rédaction incertaine. Outre la Chronique de Kilwa, la Chronique de Pate est l'une des plus connues mais elle est bien plus tardive (vers 1900).
La littérature connue est tardive et se compose de romans (riwaya), de drames (tamthilia), de poèmes (shairi) et d'épopées (utenzi). Les premières œuvres connues sont notamment lUtendi wa Tambuka (vers 1728) et lUtenzi wa Shufaka. Très connus également sont les poèmes et chansons du cycle légendaire de Fumo Liyongo. Il existe un renouveau de la littérature en kiswahili, qui cependant n'est pas à proprement parler de culture swahilie, mais qui en hérite.
- Littérature en swahili

## Us et coutumes

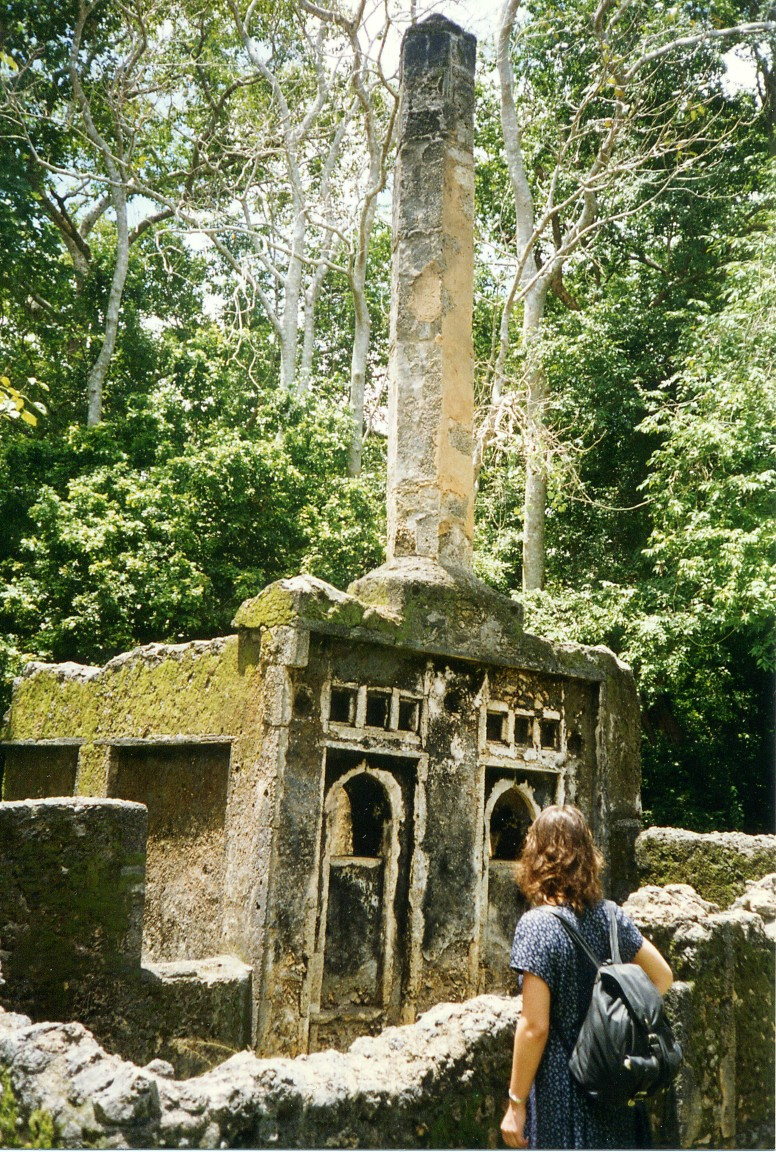
une sépulture datée du XV à Gede.

### Religion et croyances
Cette société, arabisée avant même l'émergence de l'islam, s'est islamisée tôt. Cependant, l'islam des swahilis a gardé certains éléments africains. Comme souvent en Afrique, on peut parler de syncrétisme entre le fonds originel et la religion importée,.
Chaque ville et village possède sa medersa et sa mosquée.

### L'heure
Un des aspects des plus anecdotiques, mais marquant le plus le voyageur est la gestion du temps. D'une part la notation des heures est différente et d'autre part la perception de ce temps, comme dans le reste de l'Afrique est différente. La journée est divisée en deux périodes, la période de jour et la période de nuit. À 6 heures, heure du lever du soleil, correspond la première heure du matin, à 18 heures, heure du coucher du soleil correspond la première heure de la nuit. Ainsi 3 heures du jour correspond à 9 heures du système international

### Les coutumes funéraires
Les coutumes funéraires sont également voisines. Les tombes à piliers, ne se rencontrent nulle part ailleurs dans le monde musulman et sont une invention purement locale à partir de formes architecturales peut-être pré-islamiques. Elles n'existent pas aux Comores, mais on retrouve à Mayotte des tombeaux à dôme exactement similaire à ceux de l'archipel de Lamu.

## L'héritage
On pense que l'architecture swahilie a inspiré les constructeurs du Grand Zimbabwe. Cette culture est encore vivace dans les îles des côtes tanzaniennes et kényanes ainsi qu'aux Comores, et se transforme en fonction des influences des anciennes puissances colonisatrices (Royaume-Uni, France, Portugal).